# ポーランド料理
ポーランド料理（英: Polish Cuisine、波: Kuchnia polska）の項では、ポーランドの伝統的な食文化について解説する。

## 歴史
ポーランドの料理はまずもって家庭料理から出発した。ポーランド固有の料理は少ないが、その周辺の土地と隣接している影響が大きい。中世から近世のポーランド王国はポーランド人のほかに東欧系ユダヤ人・チェコ人・ハンガリー人・ドイツ人・リトアニア人・ラトビア人・ベラルーシ人・ウクライナ人・スコットランド人・アルメニア人・タタール人（リプカ・タタール人）などで構成される多民族国家だったため、周辺のあらゆる民族の食習慣を取り入れて独自の食文化を構築しており、伝統料理のバラエティは非常に豊かである。19世紀に現在のポーランド料理の原型ができたと言われている。
歴史的に多くの民族からの影響があり、類似する料理は主に東欧、その他にドイツ、オーストリアとユダヤ料理となる。
過去には、ポーランドでは一日に4回の食事をとっていたが、近年は3回の家庭が多い。基本的には昼食を正餐とし朝食と夕食は軽く済ますのが伝統だが、都市部では男女とも外に出て働くことが多いことから、昼食を軽くし夕食を正餐とする場合も多い。
大抵のポーランド人は自分の母親の作る料理こそ世界で一番おいしいと考えているが、近年は徐々に外食の習慣も広まり、レストランで食事を取ることも多くなってきている。レストランで出されるポーランド料理には田舎風やフランス料理風にしたものがある。食糧配給制の共産主義時代に非共産主義国の様な外食文化はまったくと言ってよいほどに存在せず、せいぜい労働者が行く大衆食堂やパブぐらいで、夜間は照明が直ぐ強制的に落ちてしまうので外食産業のつけ入る暇がなかった。
EU加盟後、西洋文化の流入と西欧投資により外食産業がゆっくりと発達して、夜間急に照明が落ちるということはなくなった。しかし今も家庭料理が中心の食文化で、EU諸外国と比べるとレストラン数は少なく、外食で贅沢をする文化圏ではない。

## 食材

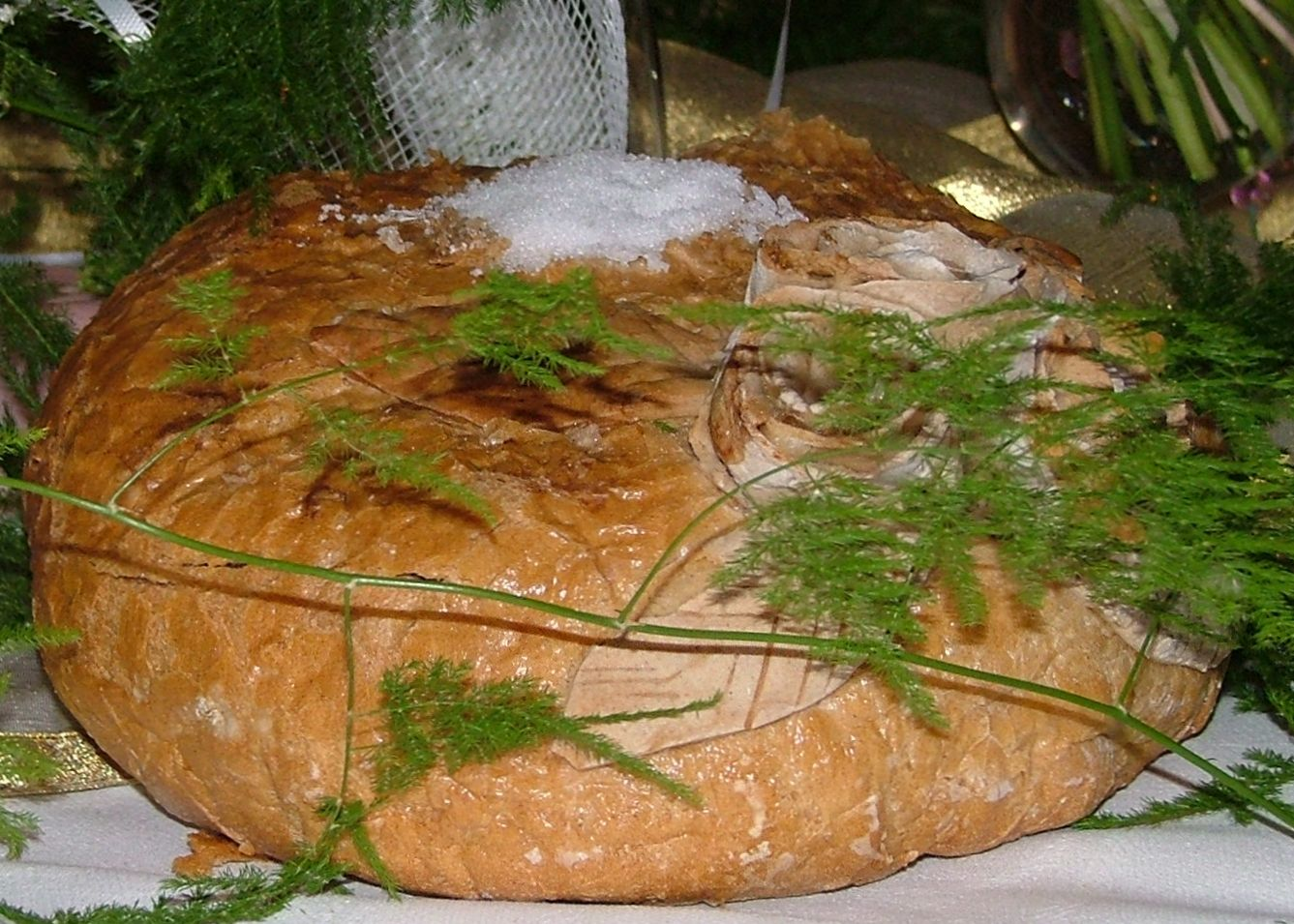
ライ麦パンと塩

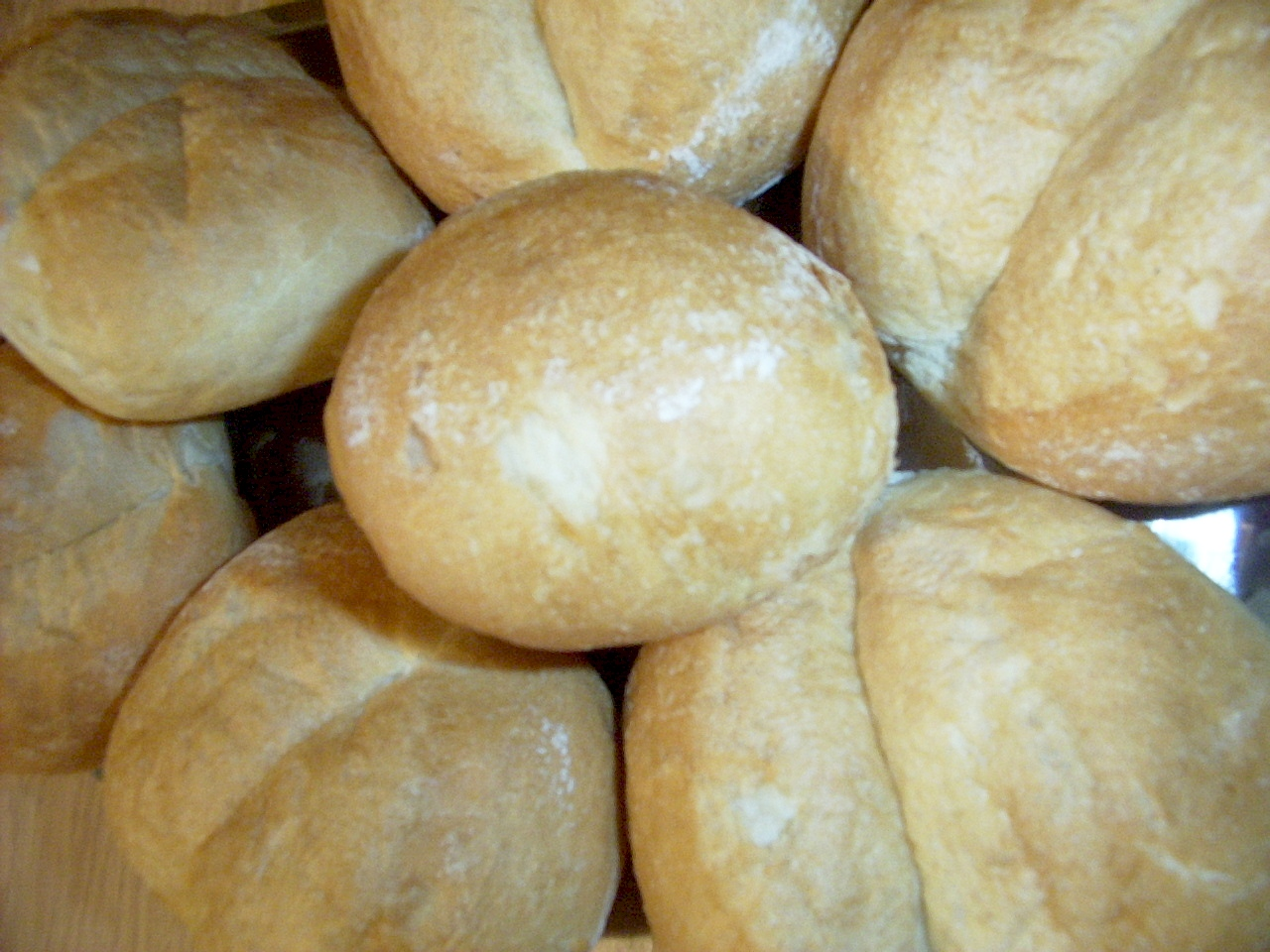
白パン

ポーランドには、肉料理を中心に長時間煮込む料理が多い。中世の昔、ポーランド王国ではアルメニア人商人による東方陸上交易により当時としては他のヨーロッパ諸国に比べてコショウ（ピェプシュ pieprz）が非常に安く手に入った。そのため肉料理にはコショウが使われている。ポーランド料理でハーブは、基本の4種類（ディル、マジョラム、クミンシード、ケシの実）が主に使用される。寒冷地方特有の脂肪分が高く、味は淡白だが高塩分の料理となる。
ジャガイモは、主食の位置を占めている。またライ麦の栽培は寒冷な気候に適していることから、ライ麦粉と小麦粉を混ぜて使った、香りと少々の酸味があるパン（フレプ chleb）があり、よく食べられる。精白した小麦粉で作る白パン（ブウカ bułka）も多彩であるが、フレプほど頻繁には食べられていない。ソバの実（カーシャ・グリチャナ）や米を茹でたもの、ジャガイモのダンプリング／団子(ピズィ pyzy)も食べられる。
ポーランド人はゆで卵を食事に多用し、スープ（ズッパ zupa）やサラダ（サワトカ sałatka）の具などとして、またその他のメニューにも付け合わせとして頻繁に登場する。ゆで卵は復活祭の正餐には絶対に欠かせない。またポーランドの人々は伝統的に乳製品を非常に好み、独特の製法でさまざまなチーズを作るが、古くは7500年前の「世界最古のチーズ」製造の痕跡が現在のポーランドで発見されている。

## ポーランド人の食べ物

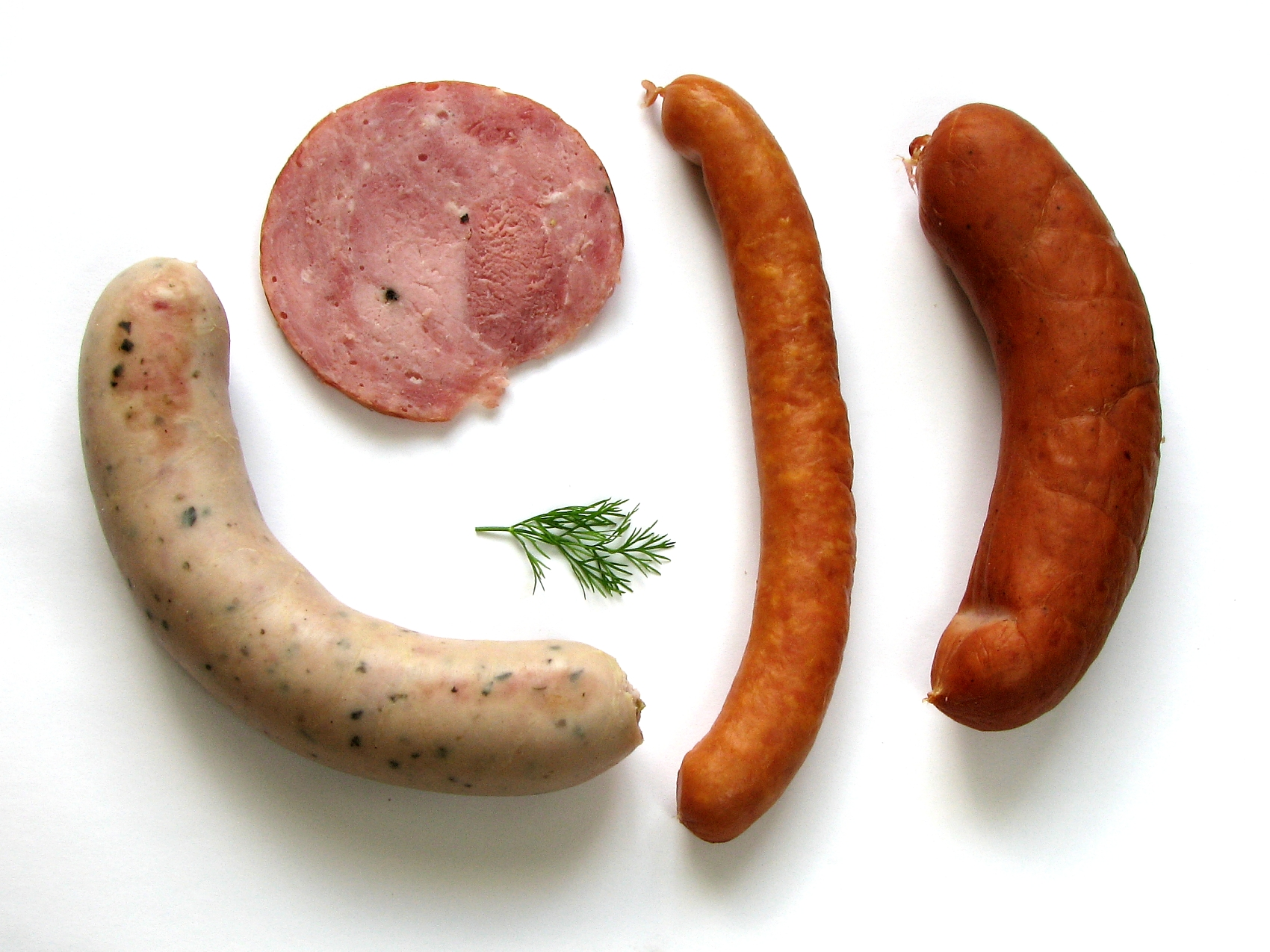
キェウバーサとシンカ

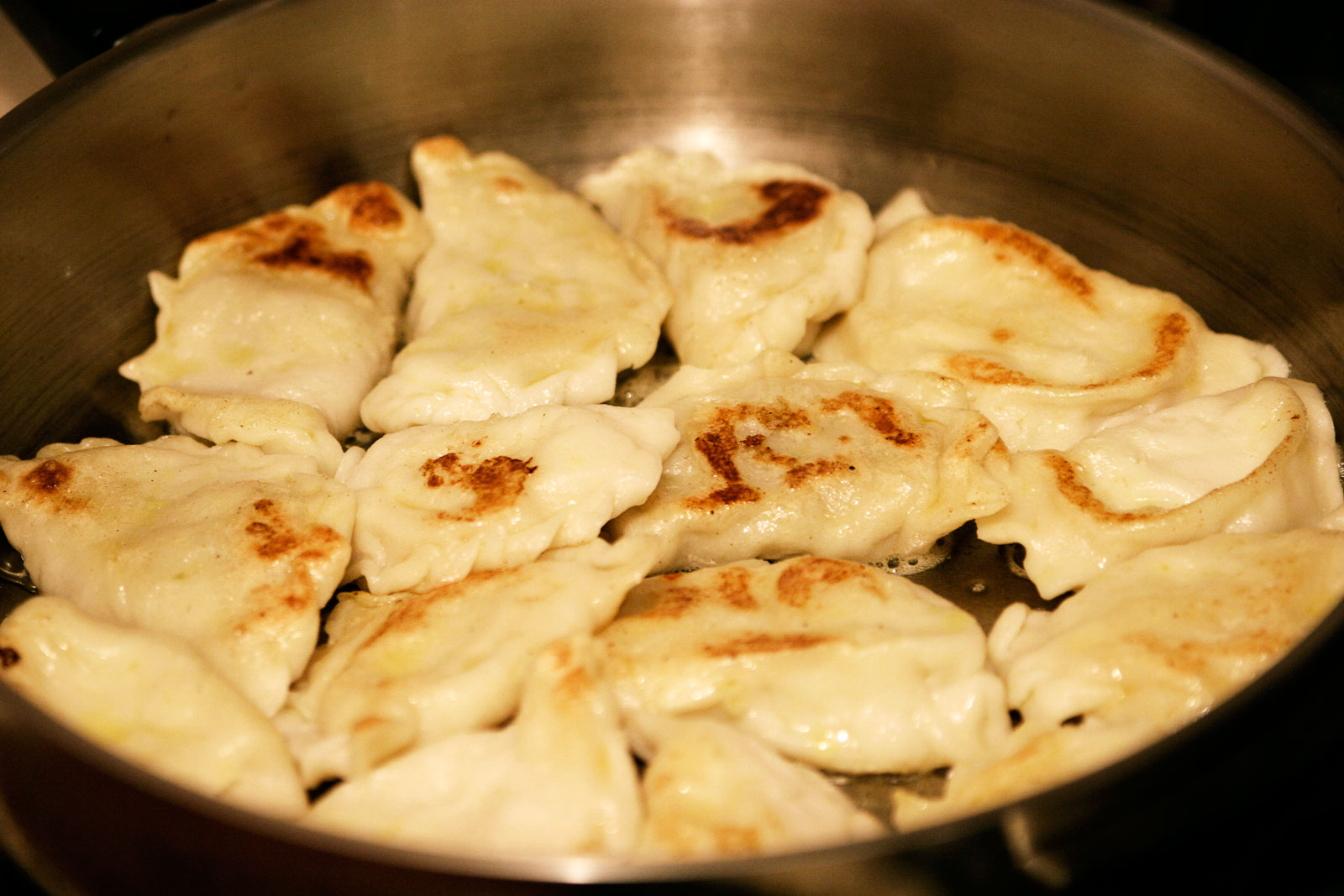
焼きピエロギ（ピエロギ・スマジョネ）

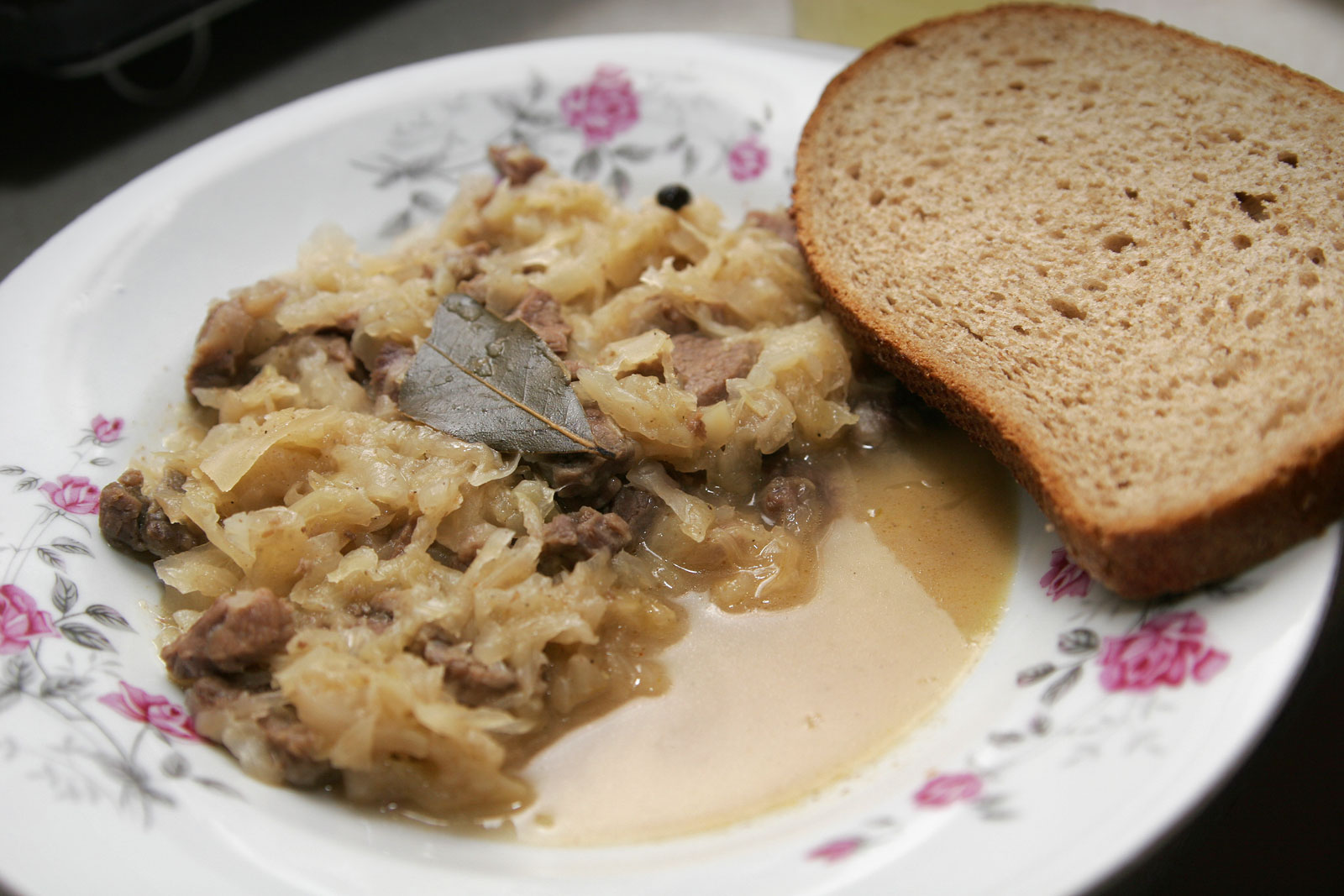
ビゴス

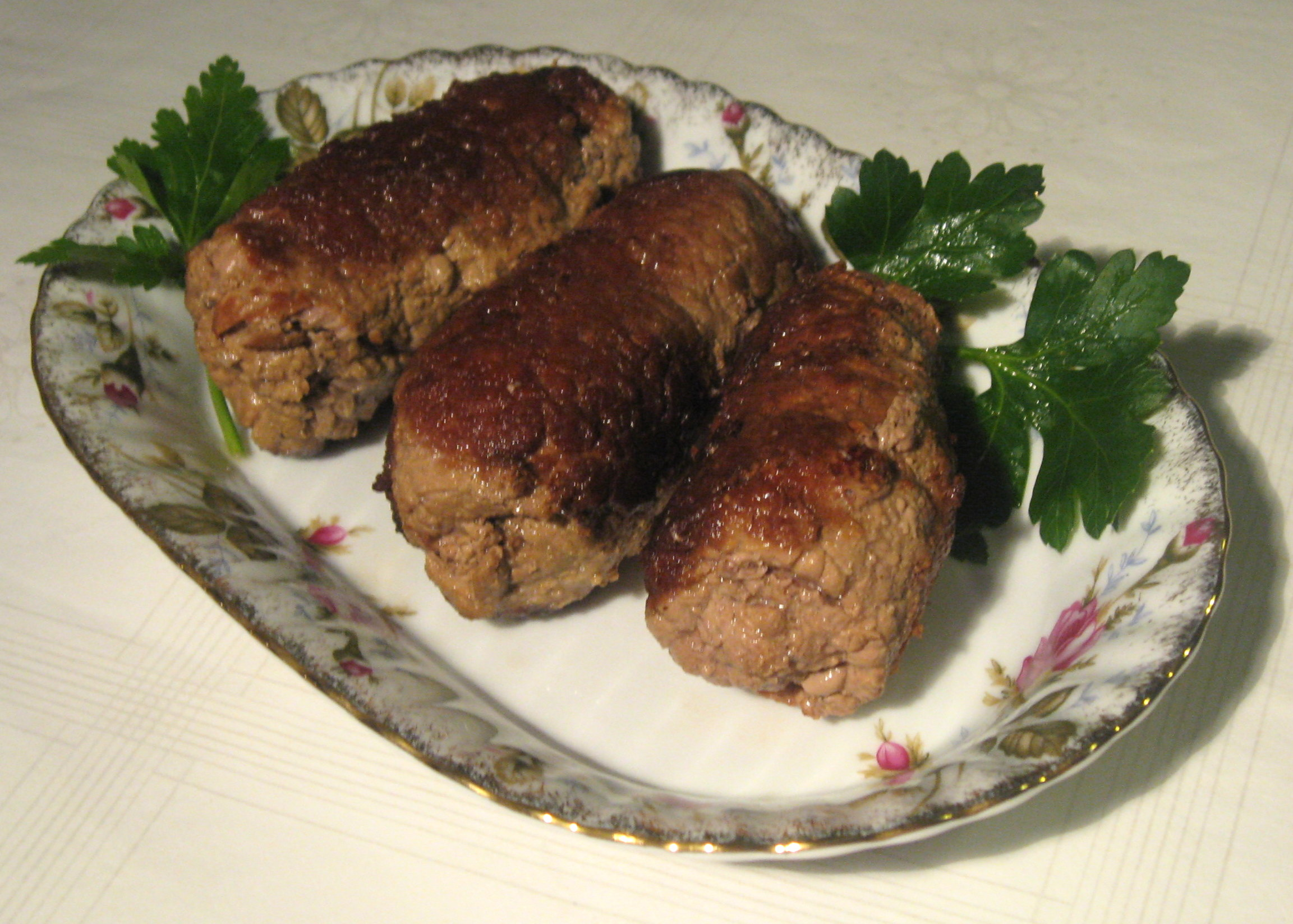
ズラズィ・ザヴィヤネ

### 料理
代表的な料理
- ソーセージ(キェウバーサ kiełbasa）
- ハム（シンカ szynka）
- キシュカ（kiszka）
- 肉や魚や野菜のアスピック（ガラレートカ galaretka）
- ザワークラウト（カプスタ・クファショナ kapusta kwaszona またはカプスタ・キショナ kapusta kiszona）
- 肉、野菜、フレッシュチーズを使ったピェロギ（pierogi）またはウシュカ

発祥は中国の餃子で、ロシア経由で伝わったとされる。具は、肉、野菜（ジャガイモやザワークラウト）やチーズ、果物など。デザートの甘いピェロギがある。主に東欧地域から北アメリカへの移民者により持ち込まれ、現代のアメリカ合衆国やカナダに伝わったとされる。
- グヤーシュ（gulasz）
- 牛肉と野菜の串焼き（シャシュウィク szaszłyk）
- 香味野菜のスープで茹でた牛肉（シュトゥカ・ミェンサ 、オーストリアではターフェルシュピッツと呼ばれる）
- タルタルステーキ（タタール tatarまたはベフシュティック・タタールスキ befsztyk tatarski／モンゴル系タタール人のビーフステーキ）
- ジビエなど様々な肉部位・ザワークラウト・焦がしたキノコの煮込み（ビゴス bigos）
- 豚足のグリル（ゴロンカ golonka）
- ピクルスなどを牛肉で巻いて焼いてクリームソースをかけたもの（ズラズィ・ザヴィヤネ zrazy zawijane）
- アヒルとリンゴのロースト（カチュカ・ス・ヤブウカミ kaczka z jabłkami）
- ロールキャベツ（ゴウォンプカ）
- 牛肉や豚肉のカツレツ（コトレット・スハボヴィ kotlet schabowy）
- じゃがいもやマカロニをつかったキャセロール料理
- ポテトパンケーキ（プラツェック placek、複数形はプラツキ placki）
- じゃがいもの団子（ピズィ pyzy あるいはクルスキ kluski)
- ソバの実（カーシャ・グリチャナ）を水や野菜スープで茹でたもの
- 茹でた白米
- 共産主義時代に考案されたポーランドのピザパン（これも「ザピェカンカ」と呼ぶ）
- サラダ

サワトカは素材に火を通してから和えたサラダを指し、生野菜のサラダはスルフカ（surówka）と呼んで区別する。
- シレチ・ポ・ヤポンスク(śledź po japońsku)

タイセイヨウニシンの酢漬けをゆで卵入りのマヨネーズで和えた、マリネの一種。「日本人はニシンの卵（数の子）が好きだ」というのが、「日本人はニシンと卵が好きだ」と誤ってポーランドに伝わったため、実際の日本ではあまり馴染みのないニシンと鶏卵を合わせた料理が「日本風」と呼ばれるようになった、と言われている。
また、このほかに大ポーランド地方（ヴィエルコポルスカ地方）、マゾフシェ地方、マズールィ地方、ポモージェ地方、シロンスク地方、小ポーランド地方（マウォポルスカ地方）、ポドハレ地方、ガリツヤ地方、東部国境地方（クレスィ・フスホドニェ地方）、ポドラシェ地方といった国内の各地方によって独特の郷土料理がある。ソーセージ（キェウバーサ）も地方により異なる。

### スープ
伝統的なスープ
- 発酵したライ麦の上澄み汁（ジュル żur）を使った白いスープ（ジュレック żurek、またはバルシチ・ビャウィ barszcz biały／白いバルシチ）
- 発酵したテーブルビートの上澄み汁を使った赤いスープ（バルシチ・チェルヴォヌィ barszcz czerwony／赤いバルシチ）
- テーブルビートの汁とサワークリームの冷たいスープ（フウォドニック Chłodnik、あるいはバルシチ・リテフスキ／barszcz litewski リトアニア風バルシチ）
- 各種キノコのクリームスープ（ズッパ・グジボヴァ zupa grzybowa）
- キュウリのスープ（ズッパ・オグルコヴァ zupa ogórkowa）
- スイバのスープ（ズッパ・シュチャヴョーヴァ zupa szczawiowa）
- トマトスープ（ズッパ・ポミドロヴァ zupa pomidorowa）
- 野菜と蕎麦や大麦の実の入った具沢山のチキンスープ（クルプニック krupnik）
- ザワークラウトのスープ（カプシニャック kapuśniak）
- エンドウマメのスープ（グロフフカ grochówka）
- アヒルの血の田舎スープ（チェルニナ czernina）
- 牛の胃（トライプ）の煮込みスープ（フラキ flaki、またはフラチュキ flaczki）
- スミミザクラの冷たく甘酸っぱい夏のスープ（ズッパ・ヴィシニョヴァ zupa wiśniowa）

ポーランド料理の中でも、スープの評価は高い。具の種類も多く、ポーランド語ではメインディッシュが「第二の食事」と言われるのに対してスープは「第一の食事」と言われている。具材はさまざまな肉（ミェンソ mięso）、魚（ルィバ ryba）、野菜（ヴァジヴォ warzywo）、キノコ（グジブ grzyb）、果物（オヴォツ owoc）のほか、ソーセージ、ジャガイモの団子（ピズィあるいはクルスキ）、ジャガイモ、ゆで卵、パスタ（マカロン makaron）など。食べる直前にサワークリーム(シミェタナ śmietana)やヨーグルトを入れることも多い。
近年、スープがインスタント化された。麺は日本のインスタントラーメンの様で、味はキノコ、ジュルなど何種類かある。

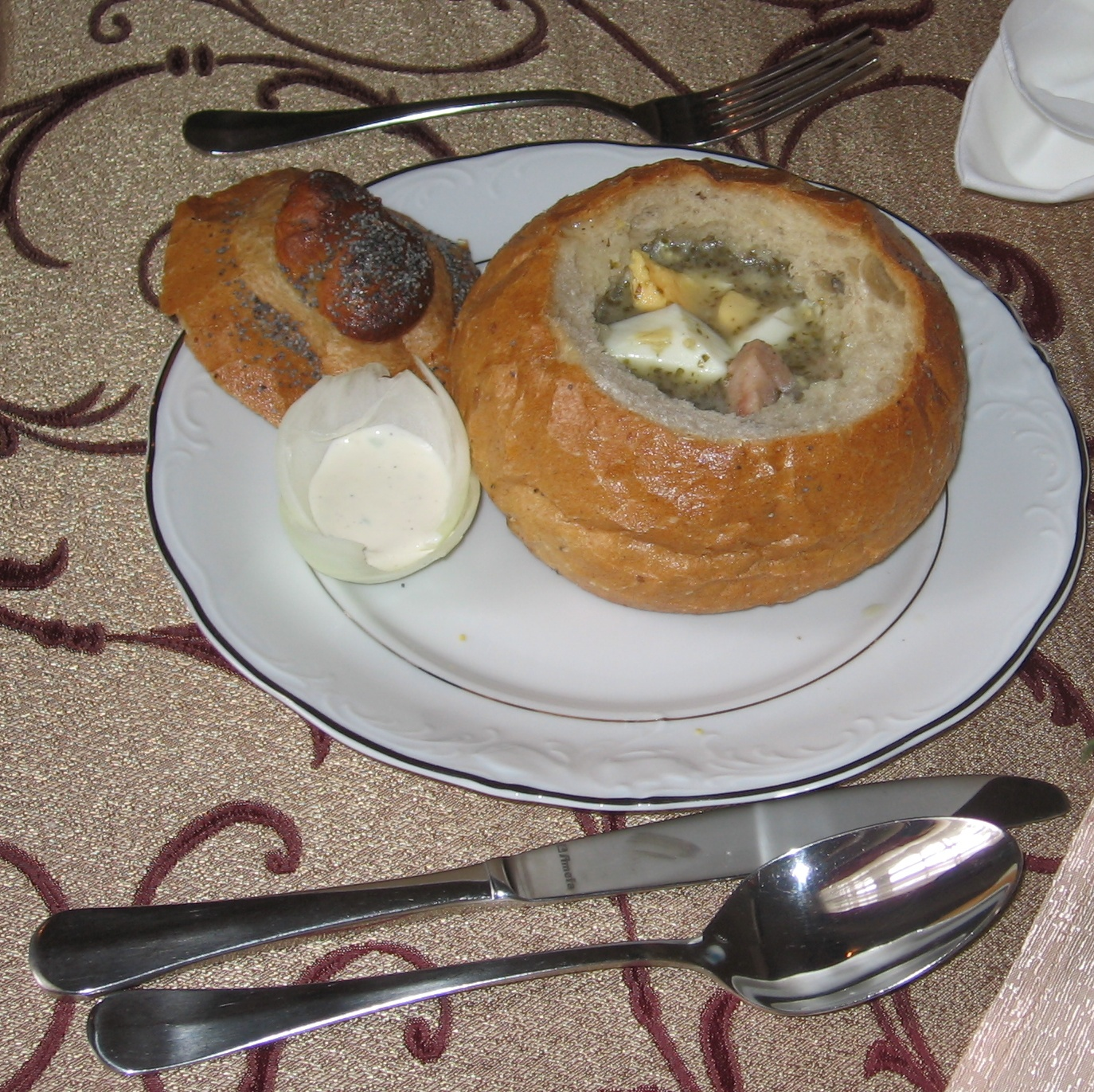
バルシチ・ビャウィ
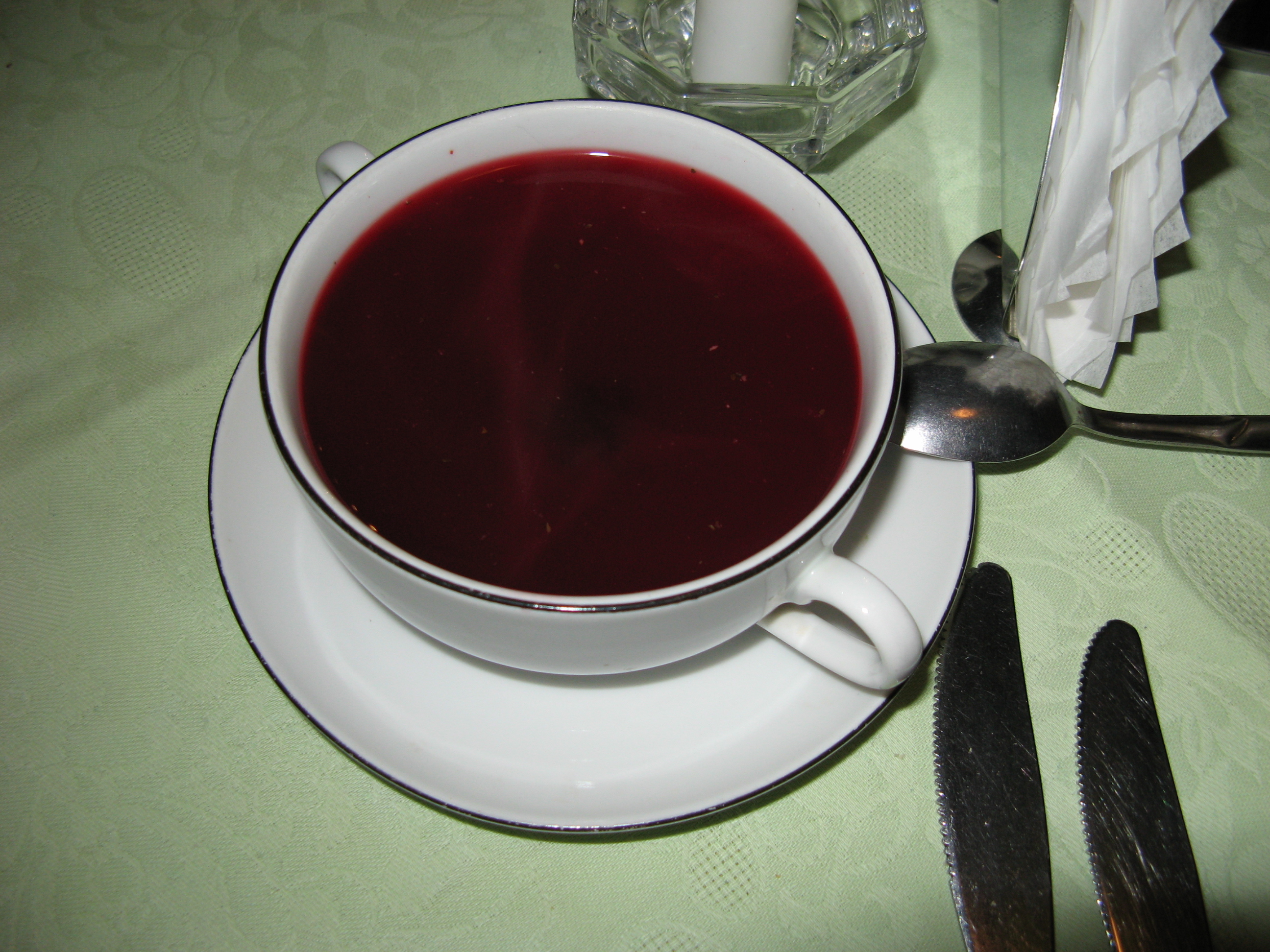
バルシチ・チェルヴォヌィ
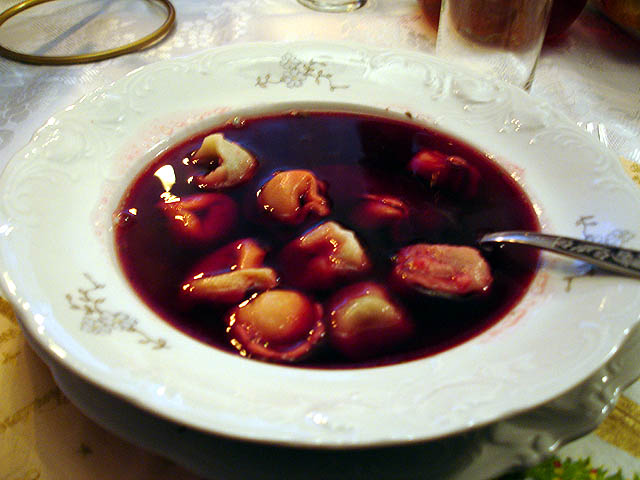
ウシュカを入れたバルシチ・チェルヴォヌィ
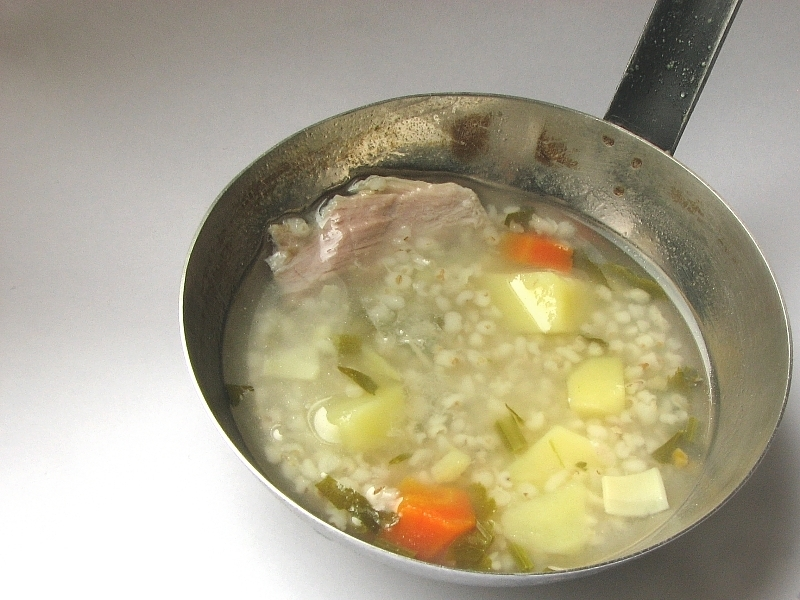
大麦のクルプニック
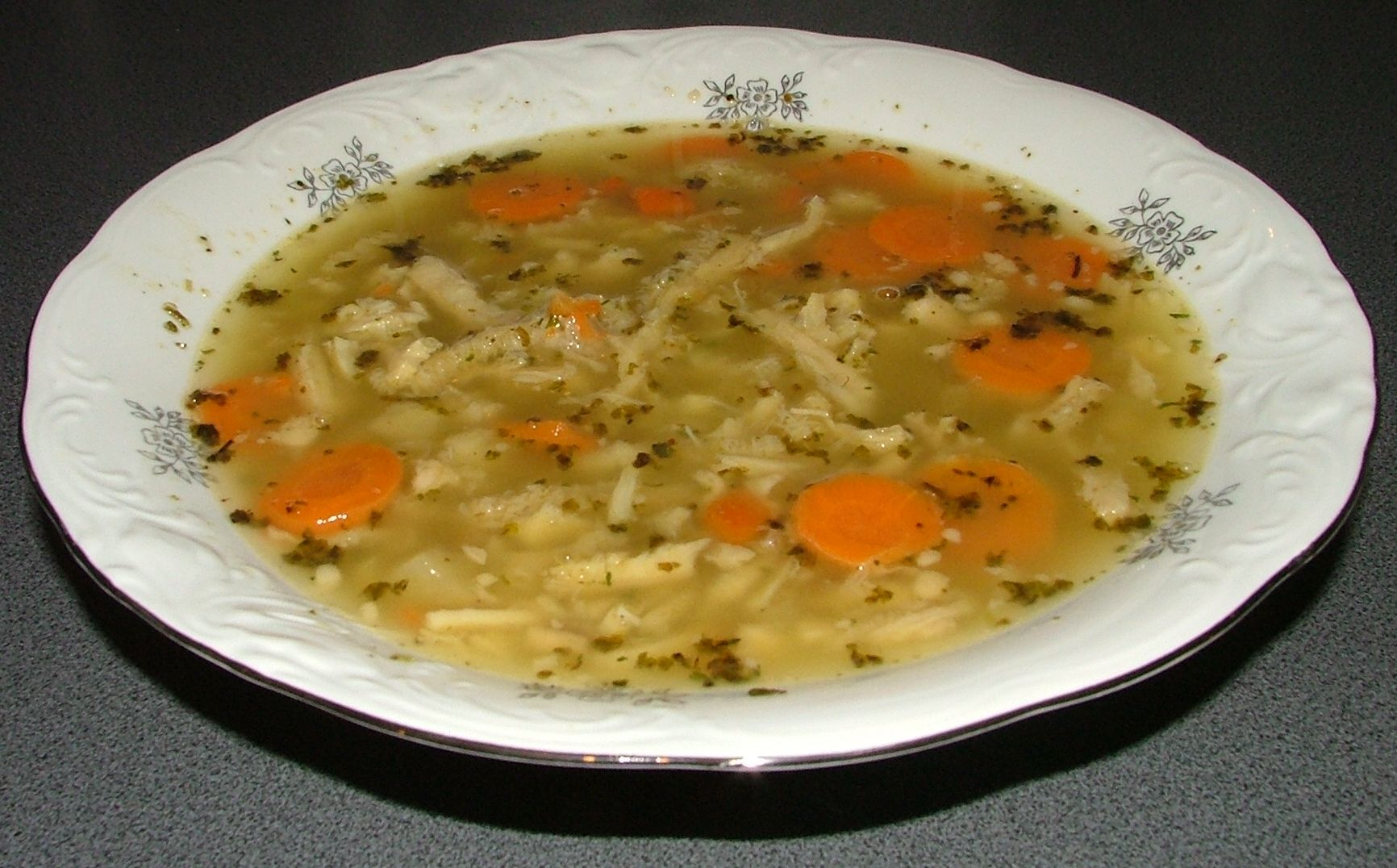
フラキ

### 肉

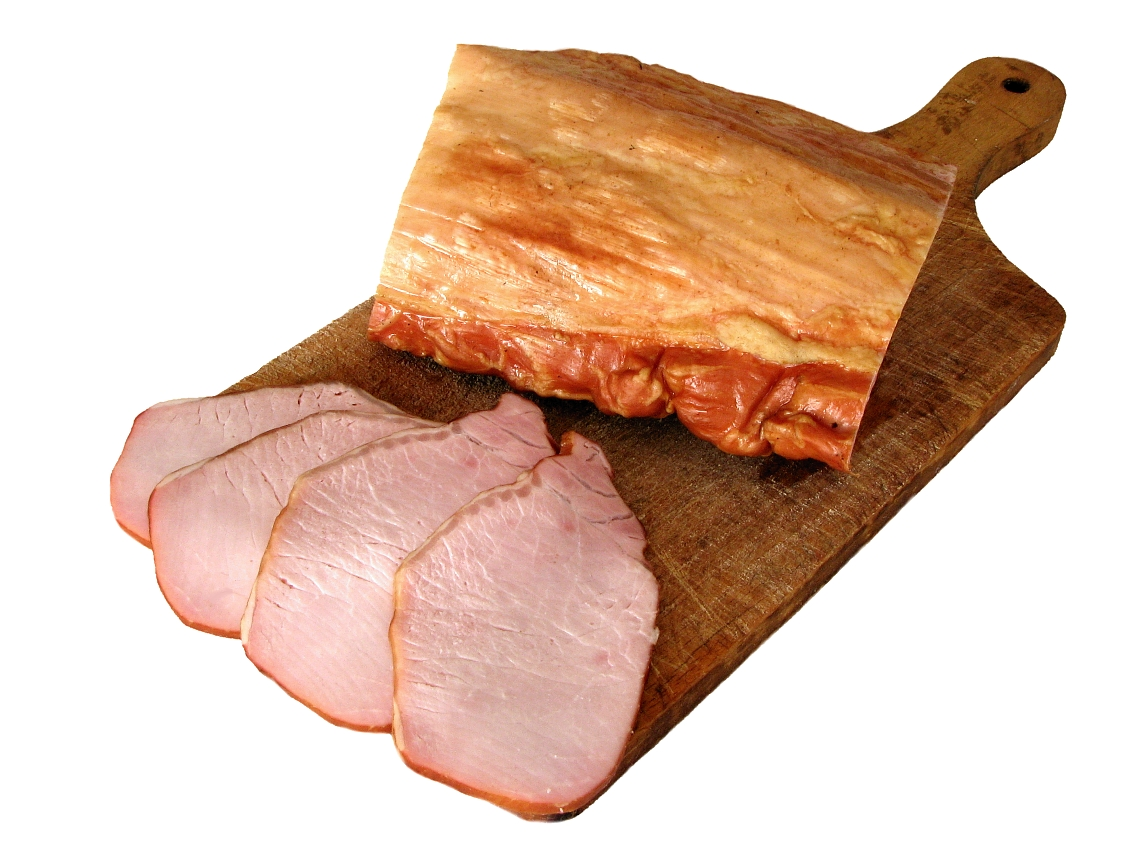
ポークフィレのハム

日常的に牛肉（ヴォウォヴィナ wołowina）、仔牛肉（チェレンチナ cielęcina）、豚肉（ヴィェプショヴィナ wieprzowina）、鶏肉（クルチャック kurczak）、アヒル肉（カチュカ kaczka）や脂身を食べることが多く、マトン（バラニナ baranina）、ラム（ヤグニェンチナ jagnięcina）、ウサギ（クルリック królik）、七面鳥（インディク indyk）などの肉も売られている。
ポーランドは自然が豊かで、地方によってはジビエ（野生の鳥や獣）の肉を好んで食べ、レストランでもジビエが供される。一般的には牛肉よりも豚肉が好まれており、市場の肉屋には豚の頭から豚足まで並べられている。豚の骨はスープの出汁、豚足はガラレタ（galareta）というゼリー寄せ(アスピック)、血はカシャンカ（kaszanka）というブラッドソーセージの材料に使われる。
これら多様な肉を使って作ったハム（シンカ）やソーセージ（キェウバーサ）は、種類が色々あり、地方により異なり、ポーランド独特な食べ方をすることもある。肉やレバーのペーストもよく食べる。
肉に添えるつけ合わせは茹でたジャガイモやザワークラウト、ジャガイモ粉の団子（ピズィあるいはクルスキ）が多い。

### 魚

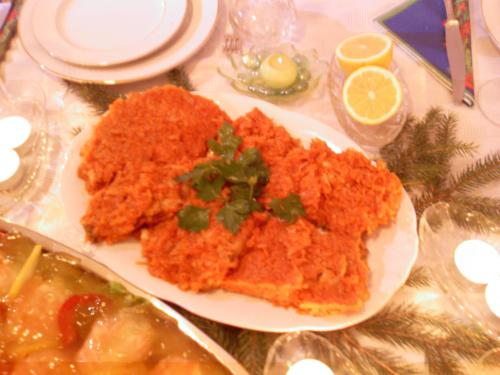
魚のギリシャ風

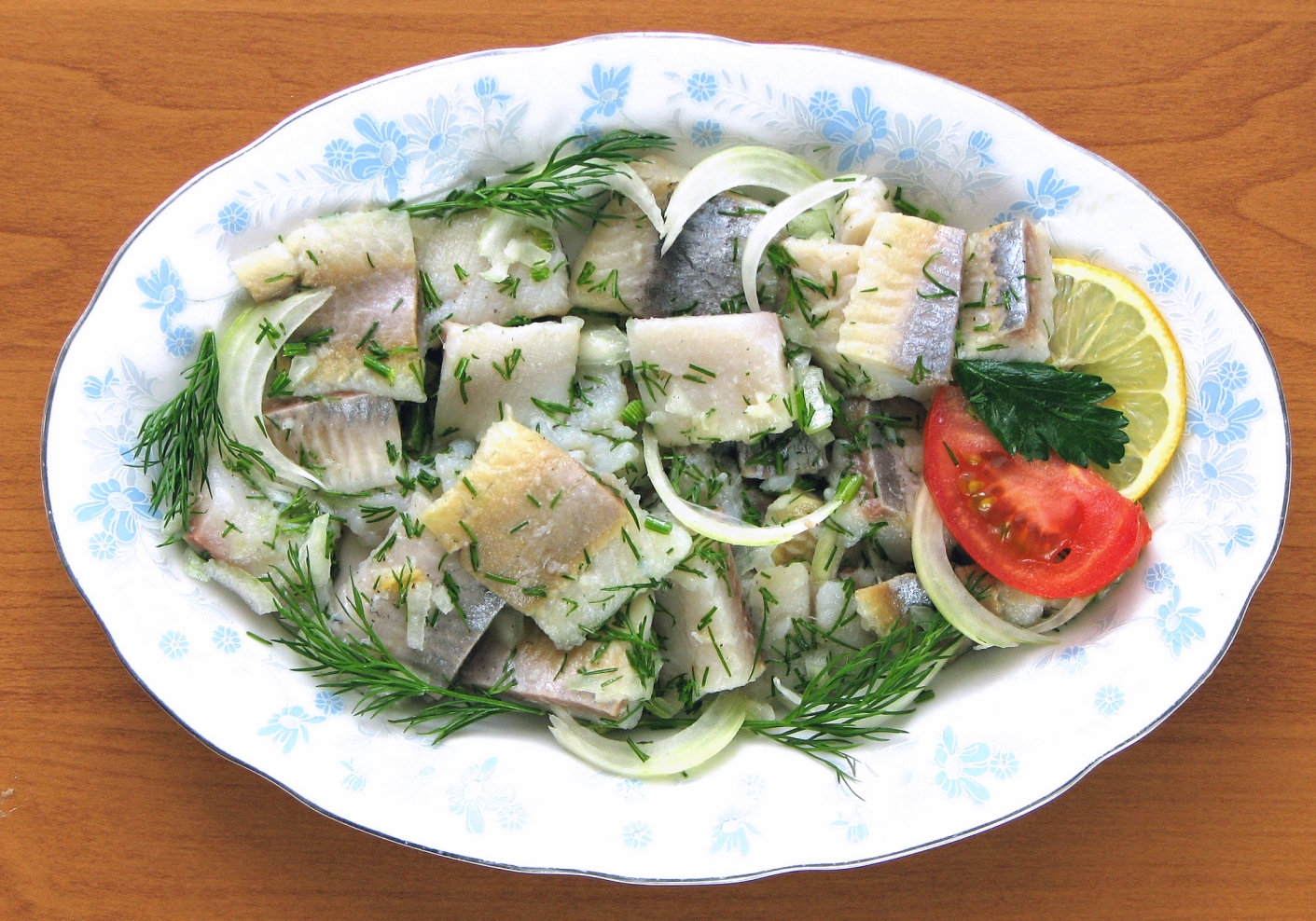
大西洋ニシンのポーランド風マリネ

他の欧州の国同様に、タイセイヨウニシン（シレチ śledź）は一般的な魚の酢漬け・オイル漬けである。そのほかにタラ（ドルシュ Dorsz）、鮭（ウォソシ Łosoś）、ウナギ（ヴェンゴシュ Węgorz）も食べるようだ。地方により、素揚げ料理や燻製にした物が売られている。
バルト海に近い地方ではカレイ（フロンドロヴァテ flądrowate）やシタビラメ（チョサンコヴァテ ciosankowate）もフライやムニエルにし食べる様である。グダニスク、ソポトといったバルト海に近い地方の街や漁村では新鮮な魚のフライを屋台などがある。
復活祭の前夜（ヴィェルカノツ Wielkanoc／大いなる夜）は肉食が禁じられている四旬節期間中であるため、ニシンをよく食べ、クリスマス（ボジェ・ナロヅェニェ Boże Narodzenie／神さまの誕生日）には、市場で川で釣れた鯉（カルプ karp）が売られ、フライにし主菜とする。
隣国の東欧と同様に共産主義時代の公害汚染のため、現在も、川、海、山、大気などの環境汚染は深刻な問題となっている。

### 野菜

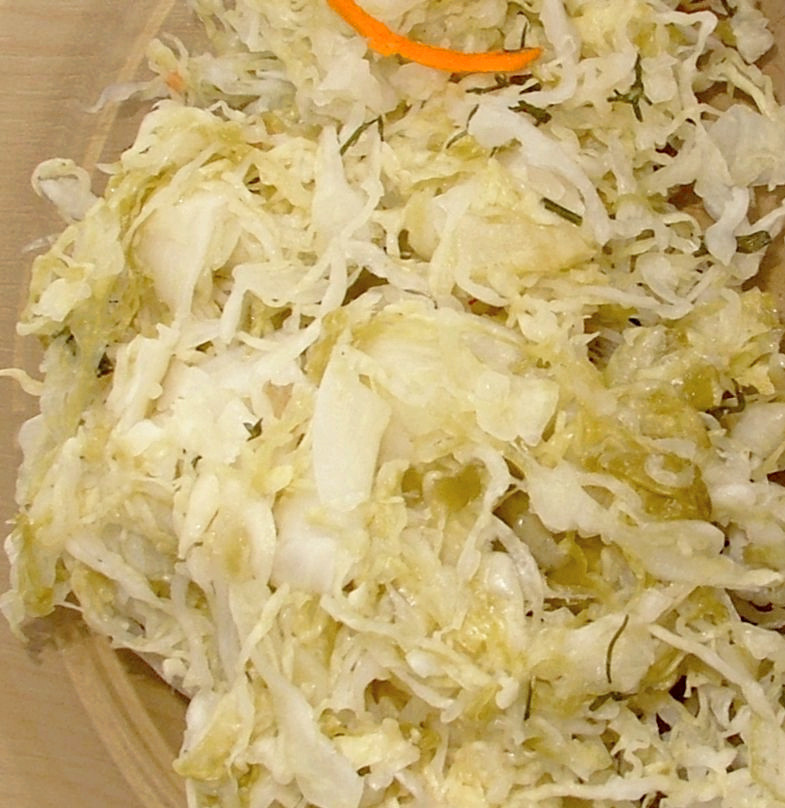
キャベツの漬物

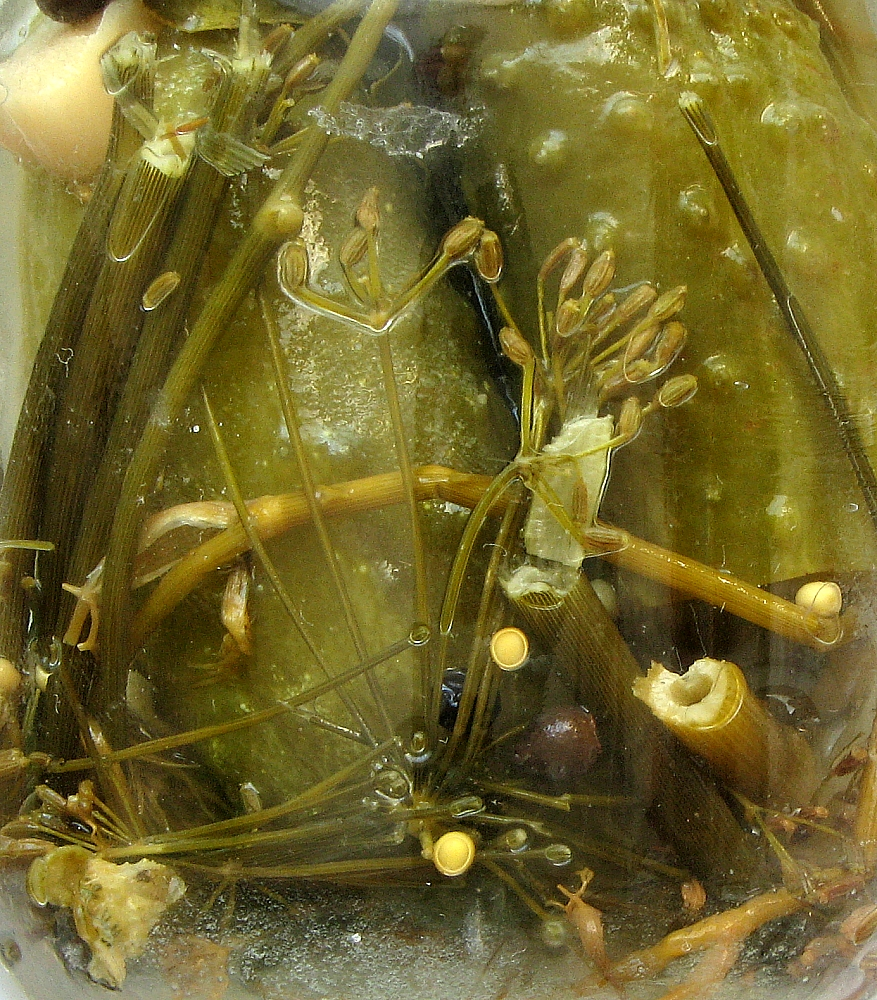
きゅうりの漬物

野菜はホウレンソウのピューレのほかには緑黄色の葉野菜はあまり摂らず、代わりにキャベツ（カプスタ kapusta）ときゅうり（オグレック ogórek）を大量に食べる習慣がある。ザワークラウトと同様のキャベツの漬物（カプスタ・クファショナ kapusta kwaszona、またはカプスタ・キショナ kapusta kiszona）ときゅうりの漬物（オグレック・クファショヌィ ogórek kwaszony、またはオグレック・キショヌィ ogórek kiszony）はほぼ毎日食べる。ポーランド系アメリカ人の女性は他の民族グループに比べて乳癌の罹患率が特に低く、キャベツを大量に食べる習慣と関連付けられている。
春はポーランド人にとってアスパラガス（シュパラク szparag）の季節で、軟白したアスパラガス（シュパラグ・ピャウィ szparag biały）を好むとされ、皮をむき、ゆでたものにバターやマヨネーズをベースにしたソースをかけたり、独特のクリームスープ（クレム・ゼ・シュパラグフ krem ze szparagów）の具にしたりして食べる。最近はイタリア料理や中華料理など外国料理の影響で緑のアスパラガス（シュパラグ・ジェロヌィ szparag zielony）も好まれるようになった。またポーランド国内では、すでに西ヨーロッパ諸国で見ることのできなくなった野生のアスパラガスがいまだ大量に自生していると言われている。

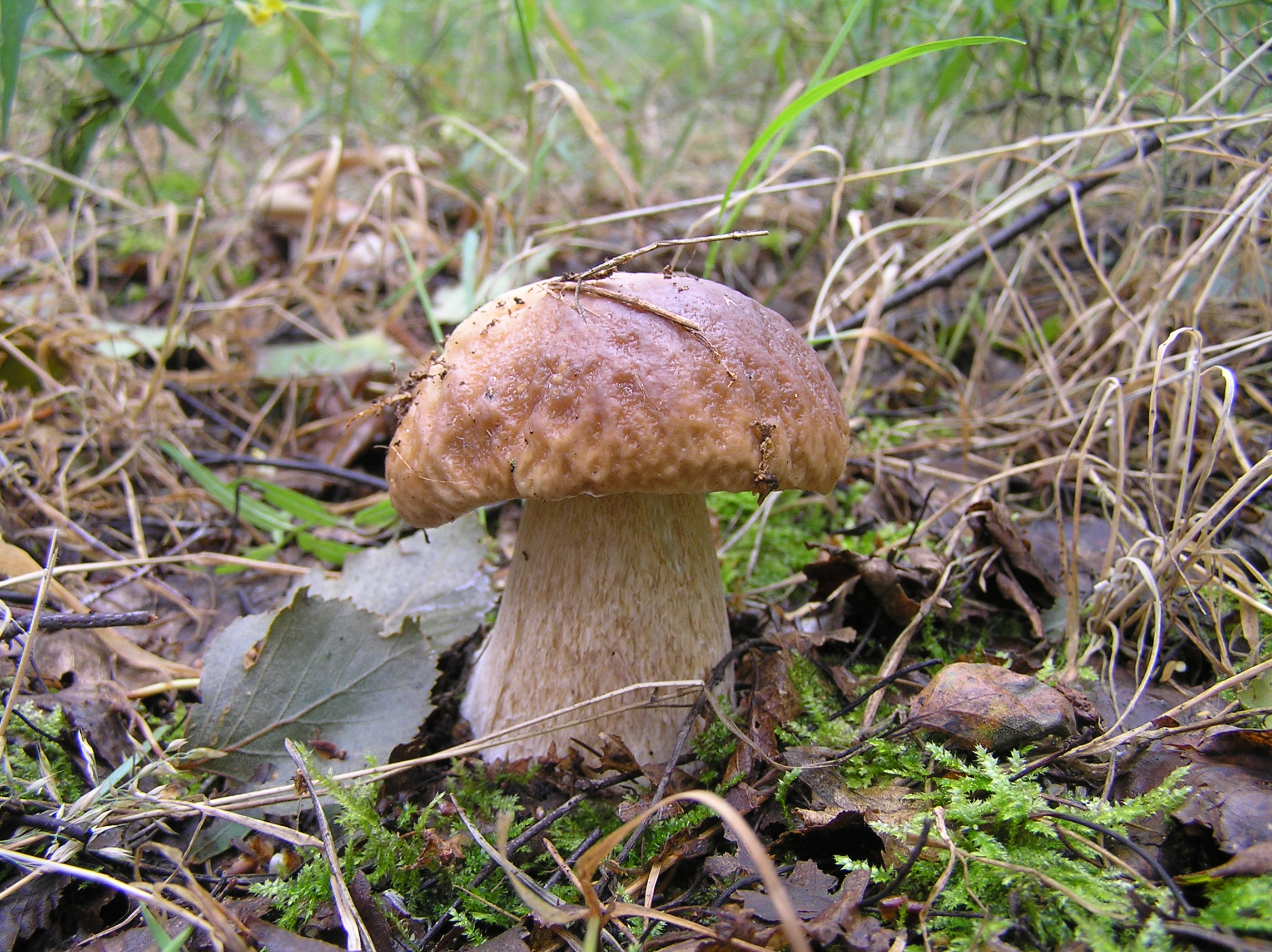
ポルチーニ

スラヴ民族の特徴として、さまざまなキノコを愛好する習慣があり、特にポルチーニ（borowik）とマッシュルーム（pieczarka）は普段から頻繁に食べる。そのほかに多くの種類のキノコ（シイタケ(twardziak japońska)もあり）が店で売られている。秋には森へキノコ狩りに出かけ、大量のキノコを採取する習慣がある。ポーランド人はキノコのクリームスープを特に好む。また家庭では大量のキノコをピクルスや焦がして燻製にし冬の保存食とする。

### 果物

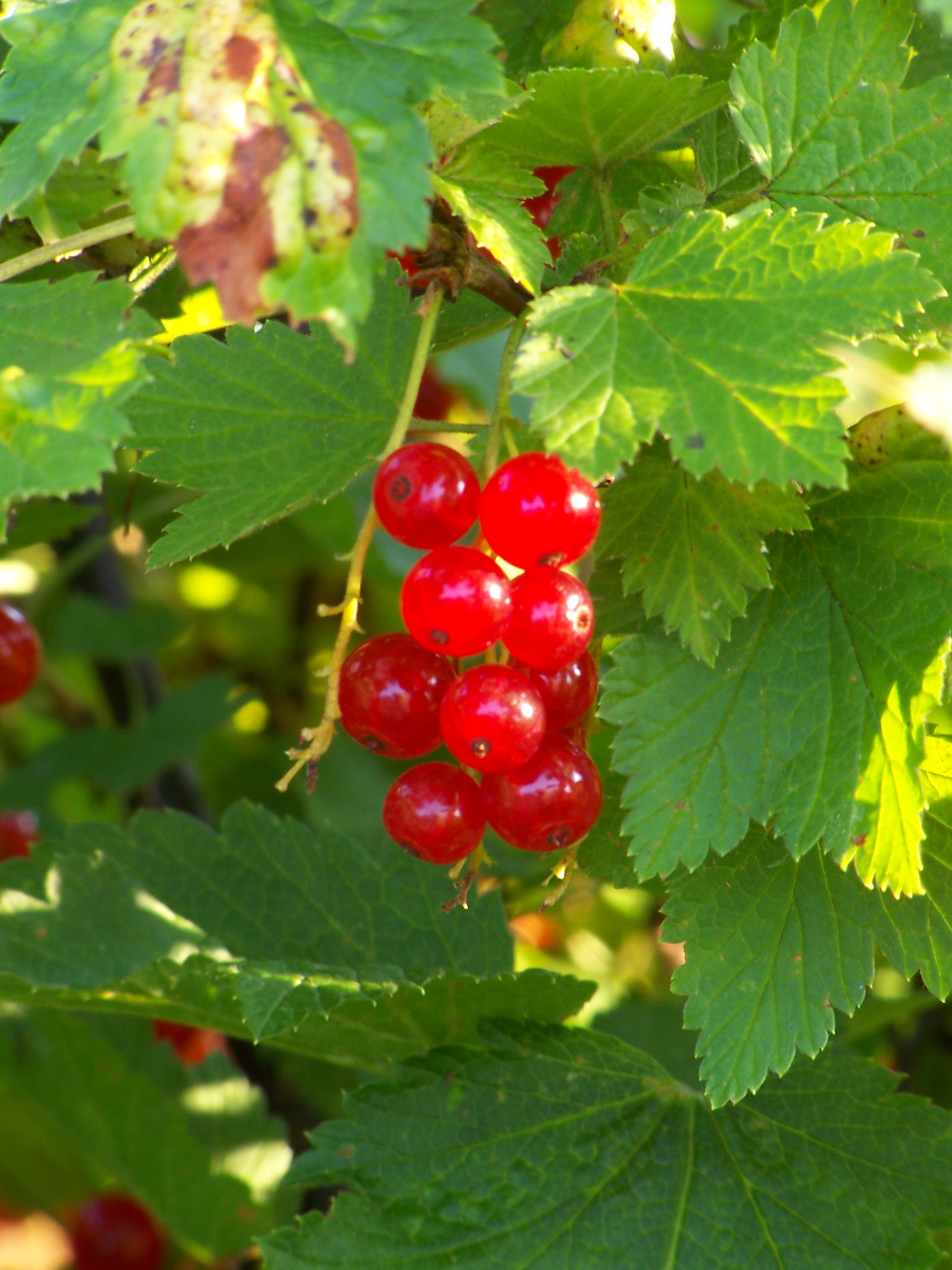
ポジェチュカ・チェルヴォナ（赤スグリ）

果物はベリー（ヤゴダ jagoda）の種類がいくつかある。
- イチゴ（トゥルスカフカ truskawka）
- キイチゴ（イェジナ jeżyna）
- ラズベリー（マリナ malina）
- ブルーベリー（ボルフカ borówka）
- ビルベリー（ボルフカ・チャルナ borówka czarna）
- コケモモ（ボルフカ・ブルシュニツァ borówka brusznica）
- グーズベリー（アグレスト agrest）
- 赤スグリ（ポジェチュカ・チェルヴォナ porzeczka czerwona）
- 黒スグリ（カシス））- （ポジェチュカ・チャルナ porzeczka czarna）カシスは収穫高と輸出高でポーランドが世界一。世界全体の約半分を占める。
- ツルコケモモ（ジュラヴィナ żurawina）
- ブラックベリー（イェジナ jeżyna）

旬になると店にはたくさんのベリー類が並び、夏には森へ野生のベリーを摘みに行く習慣がある。
それ以外にも以下の果物を食べる習慣がある。
- サクランボ（チェレシニャ czereśnia／ヴィシニャ wiśnia）
- スモモ（モレラ morela）
- プルーン（シリフカ śliwka）
- モモ（ネクタリナ nektarina）
- リンゴ（ヤプコ jabłko）
- セイヨウナシ（グルシュカ gruszka）

セイヨウナナカマド（イェジェンビナ jarzębina）やローズヒップ（ルジャ・ヂカ róża dzika）など、生食できない果物も、ジャムなどにする。また、地方により「バラの花弁」をジャムにする。ポーランドのドーナツ「ポンチキ」の中に入れるフィリングは、一般的には真赤なジェリー、運がよければイチゴジャムである。
ポーランドでは、果物は肉料理やスープにも頻繁に使われる。ベリー類のジャムはグリルした羊乳スモークチーズ（オスツィペック）につけて食べる（お祭りなどの屋台ではたいがいこの羊乳スモークチーズのグリルが売られていて、ポーランド名物となっている）。またピエロギやジャガイモの団子（ピズィ）の具にもする。
ポーランド国内ではあまり栽培がされていないが、ブドウ（ヴィノーロシル winorośl）はポーランド人の好物で、たくさんの種類が輸入されて店頭に並んでいる。近年はマンゴー、ドリアン、マンゴスチンなどのトロピカルフルーツなどが、EU加盟後に出店してきた西欧スーパーにある。

### 乳製品

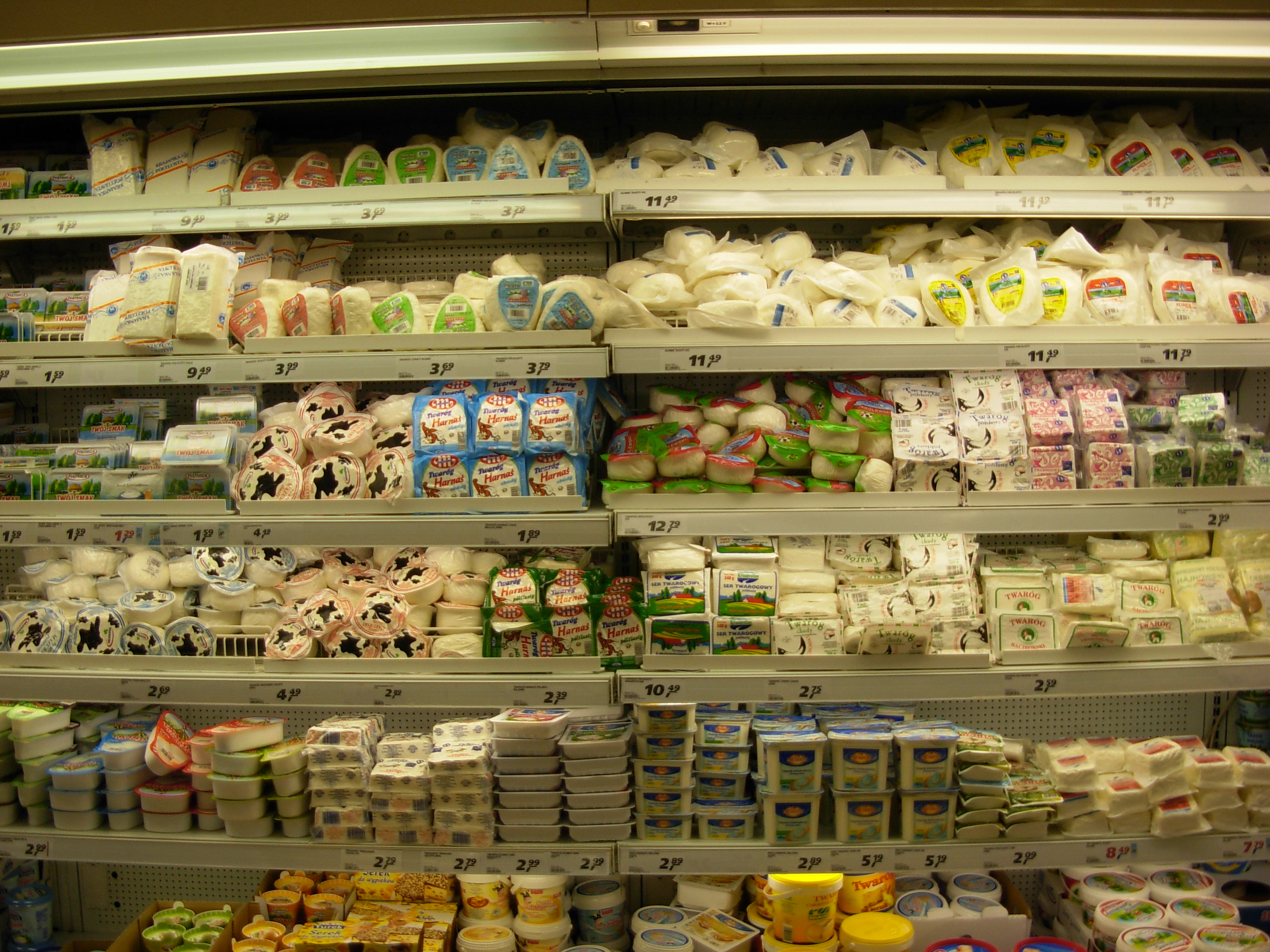
店の棚に並ぶさまざまなトゥファルク

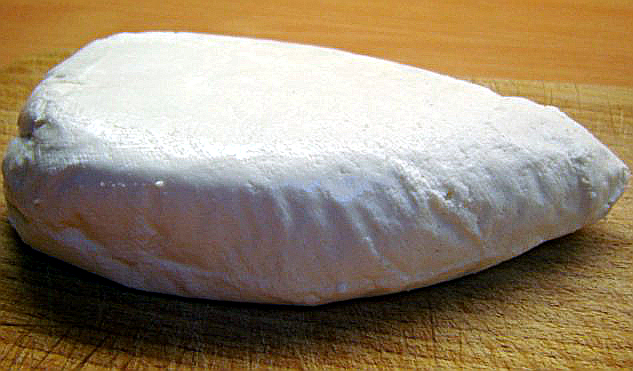
トゥファルク

ポーランド人は乳製品、特にフレッシュチーズをよく食べる。共産主義時代には新鮮な乳製品の入手は産地でなければ非常に困難で、1986年のチェルノブイリ原発事故でこれに加え汚染の心配すらあったが、1989年に体制が変わってからは生産や流通が活発化して手軽に手に入るようになった。体制変革後に成長期を経たポーランド人は、体制変革前に成長期を過ぎたポーランド人と比べて極端に背が高く、牛乳や乳製品の摂取量の違いが指摘されている。

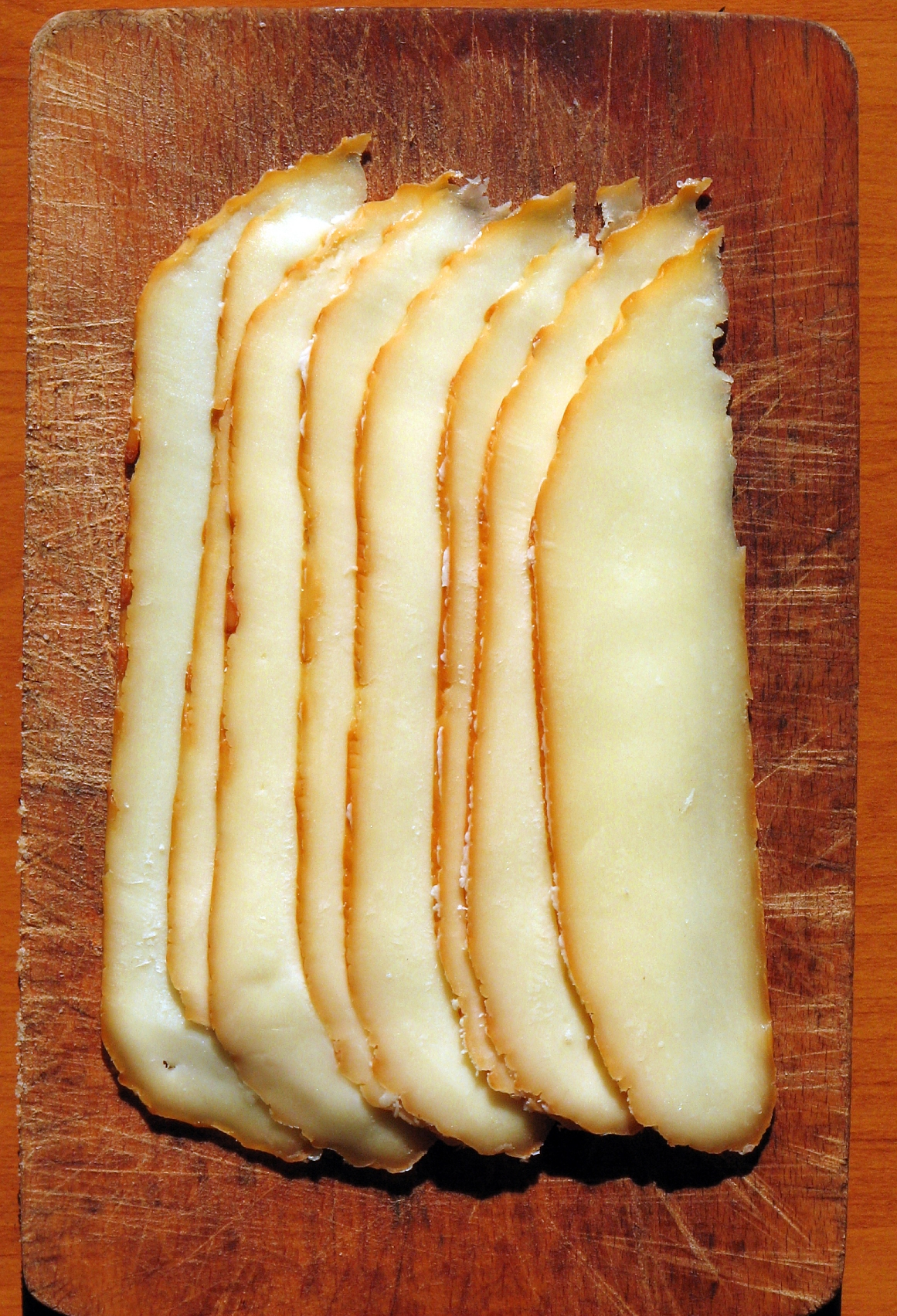
セル・ヴェンゾヌィ（スモークチーズ）

数種類あるフレッシュチーズでは、生乳を軽く発酵して作る軽い酸味のあるクワルクの一種（トゥファルク twaróg、トゥファロジェック twarożek、セル・ビャウィ ser biały、またはセレック・ビャウィ serek biały）が一般的である。見た目はカッテージチーズ、製法はカッテージチーズとは異なる。味は淡白。北東部の広大な湿地帯では、ポーランド固有の赤牛の乳を使ったトゥファルクが各農家の家内工業で生産される。羊やヤギの乳（ブリンザ bryndza）で作った一種のクワルクは南部の山岳地帯でよく食べられている。「ブリンザ」はヨーロッパ連合（EU）でポーランドのこの地域のこのチーズのみに使用が許されている名称である。フレッシュチーズはそのまま食べたり、ディルやネギなど香味野菜と一緒にパンに乗せたり、サラダに使ったり、ケーキの材料に使用する。

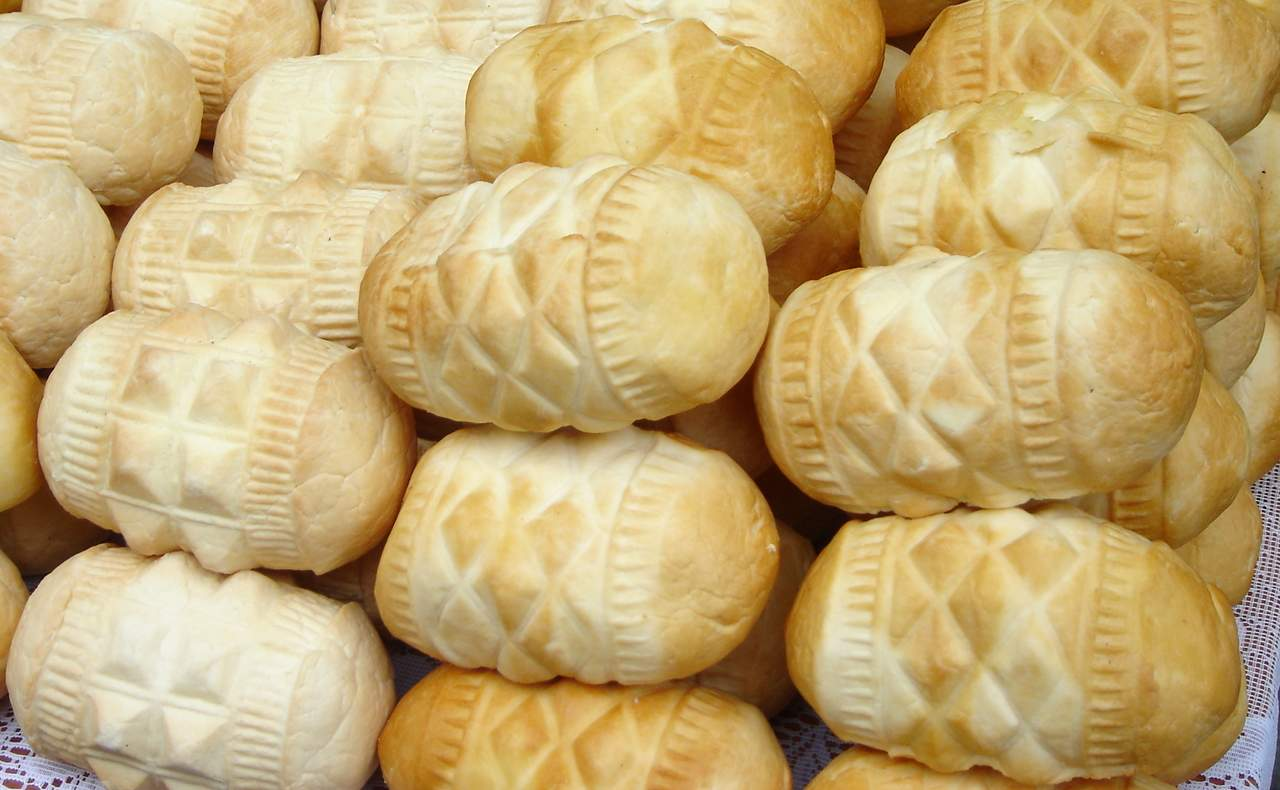
オスツィペック

南部のマウォポルスカ地方やその周辺の農家ではヤギの生乳から作った非常にクセの強いスモークチーズが各農家の家内工業で生産されており、このチーズはポーランド人の間でも好き嫌いが分かれる。地域よって製法・見た目・味が微妙に異なり、オスツィペック（oscypek）、オシュチペック（oszczypek）、ゴルカ（golka）、レディコルカ（redykolka）、ブンツ（Bundz）などと呼ばれている。これらは一般に紡錘や俵のような形をしており、独特の紋様がつけられている。数日間から14日間ほどかけてゆっくりと燻煙する。これを適当な大きさに輪切りし、フライパン、オーブン、オーブントースターなどで柔らかくなるまで焼いたものはバツフカ（Bacówka、「羊飼いの小屋」の意味）あるいはポドスマジャヌィ・オスツィペック（podsmażany oscypek）、蜂蜜、メープルシロップ、ジャム、ベリーソース、ホイップクリーム、サワークリームを乗せおやつにする。外国製チーズは、ゴーダチーズやクリームチーズが特に好まれるようだ。
他の欧州と同様に、ヨーグルトをよく食べる。料理には、スメタナ（シミェタナ śmietana、あるいはシミェタンカ śmietanka）を使うことが多い。ケフィア（ケフィル kefir）を飲む習慣がある。バター（マスウォ masło）に、薄く切ったライ麦パン（フレプ）に塗り、ハムやチーズなどの具を乗せて食べたりもする。

### デザート・菓子
代表的なデザートや菓子は、以下のものがある。
- アイスクリーム（ロディ lody）
- クレープ（ナレスニキ naleśniki）
- プディング（ブディン budyń）
- 具がジャムのピエロギまたはウシュカ
- 具がジャムのジャガイモの団子（ピズィ）
- ケシの実で巻いたロールケーキ（マコヴィェツ makowiec） - クリスマスなどの特別な日によく振る舞われる[15]
- ケシの実のパウンドケーキ（ピェグセック piegusek）
- シレジア地方式クラムケーキ（コラチ・シロンスキ　kolacz Śląski）
- ベークドソフトチーズケーキ（セルニック sernik）
- パウダードチーズケーキ（セルニック・プドロヴァーニィ sernik pudrowany）
- ストルツラ strucla （ポーランドのシュトゥルーデル） - トルコのバクラヴァに類似
- 酵母ケーキ（バプカ babka あるいはババ babaあるいはバプチャ babucia／意味は「おばあちゃんケーキ」、バプカ・ヴィェルカノツナ babka wielkanocna／復活祭のおばあちゃんケーキとも言う）
- シャルロートカ（szarlotka）
- ヤプウェチュニック （jabłecznik）
- チョコレートタルト （トルト tort）
- ミルフィーユ（ナポレオン napoleon）
- ポーランド・リトアニア風バウムクーヘン（センカチュ sękacz）
- 「堅いワッフル」（ポトプウォムィク podpłomyk）
- 「やわらかいワッフル」（ゴーフル gofr、通常は大量の生クリームと、フルーツやチョコレートなどの甘いソースが乗せられ、屋台で売られる）
- トルニのジンジャーブレッド（ピェルニキ・トルンスキェ pierniki toruńskie）
- チョコレート（チェコラーダ czekolada）
- 練りゴマと水飴を練ったハルヴァ（ハウヴァ chałwa）
- ローストプレッツェル（パルーシュキ paluszki）
- 煎りゴマを水飴で固めた菓子（ゼザムキ sezamki）
- イチゴジャムのドーナツ（ポンチェック pączek、複数形はポンチュキ pączki）
- ファボルキ（揚げ菓子）
- 鶏卵入りの縄編みパン（ハウカ chałka、ストルーツラ strucla）
- 芥子の実とパンのプディング（マクフキ makówki）- クリスマス・イブや大晦日に食べるシレジア発祥のデザート
- 菓子パン（単数形drozdzowka、複数形drozdzowki）
- 綿菓子
- トフィー

甘味や香料などが強めなデザートが多い。
復活祭前に肉食を絶つ期間（四旬節）直前の木曜日にあたる「脂の木曜日」という祭日にポンチキとファボルキを満腹になるまで食べる習慣がある。ポーランド式クリームケーキは前ローマ教皇ヨハネ・パウロ2世が若いころからの大好物で、これが知られるとポーランド国内でクレムフカが流行したことがある。クラクフにはユダヤ系のパン（オブヴァジャネック）を売る屋台がある。
ワルシャワに、ドイツ人菓子職人が1851年に創業したE・ヴェーデルがある。

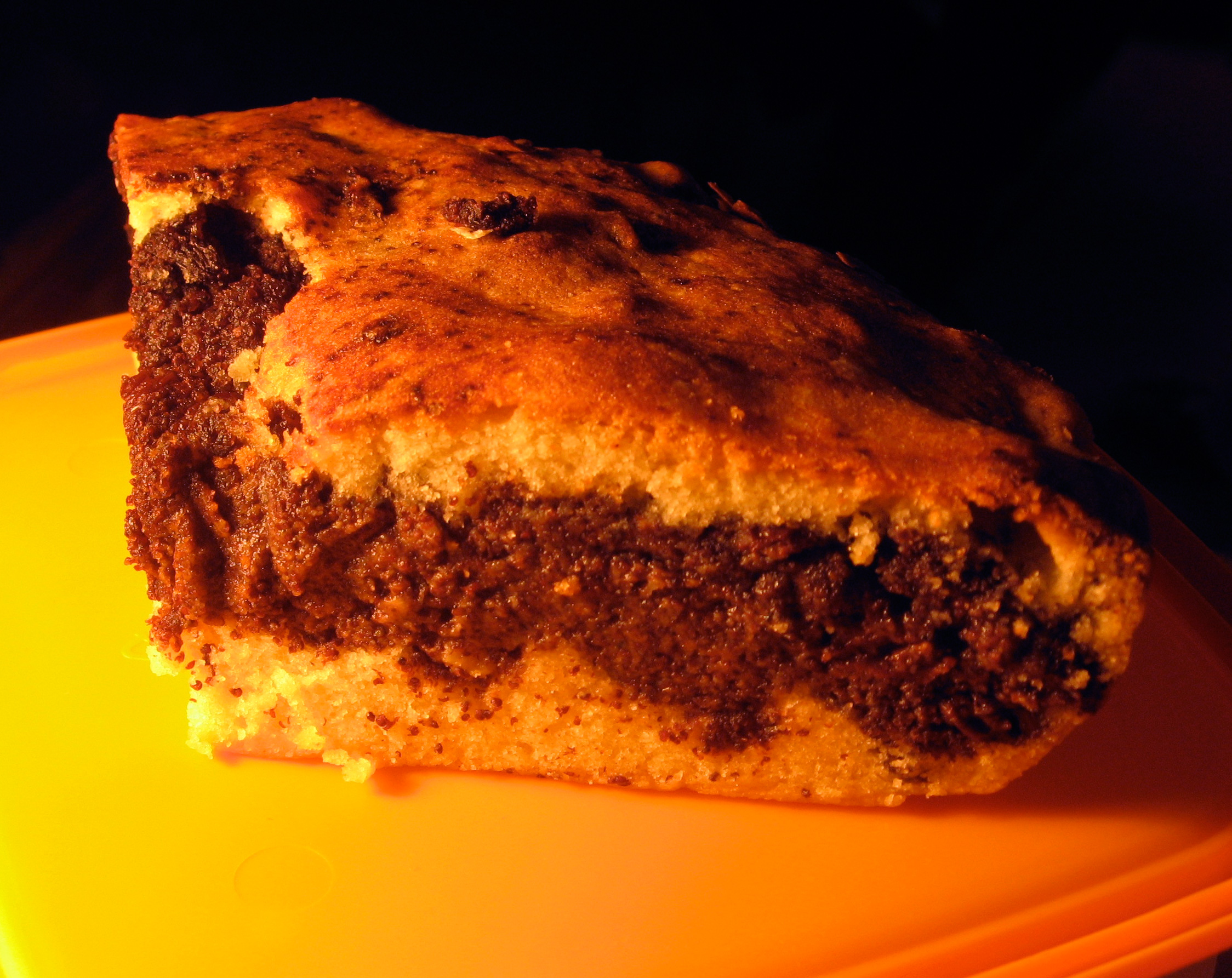
マコヴィェツ
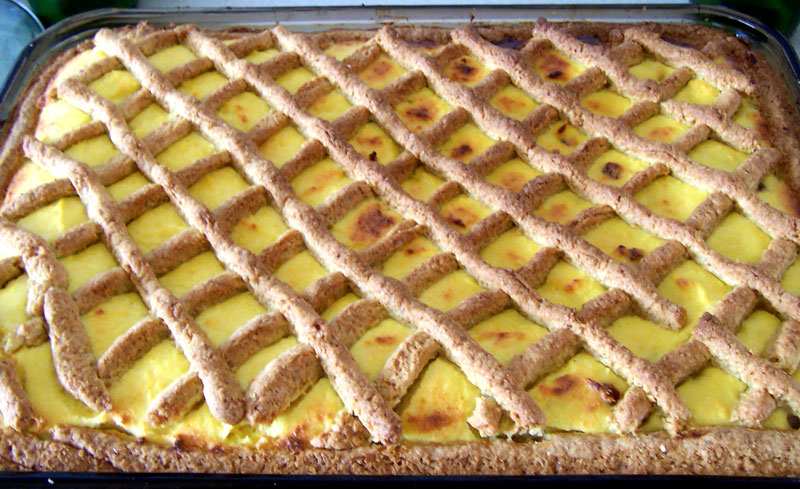
セルニック
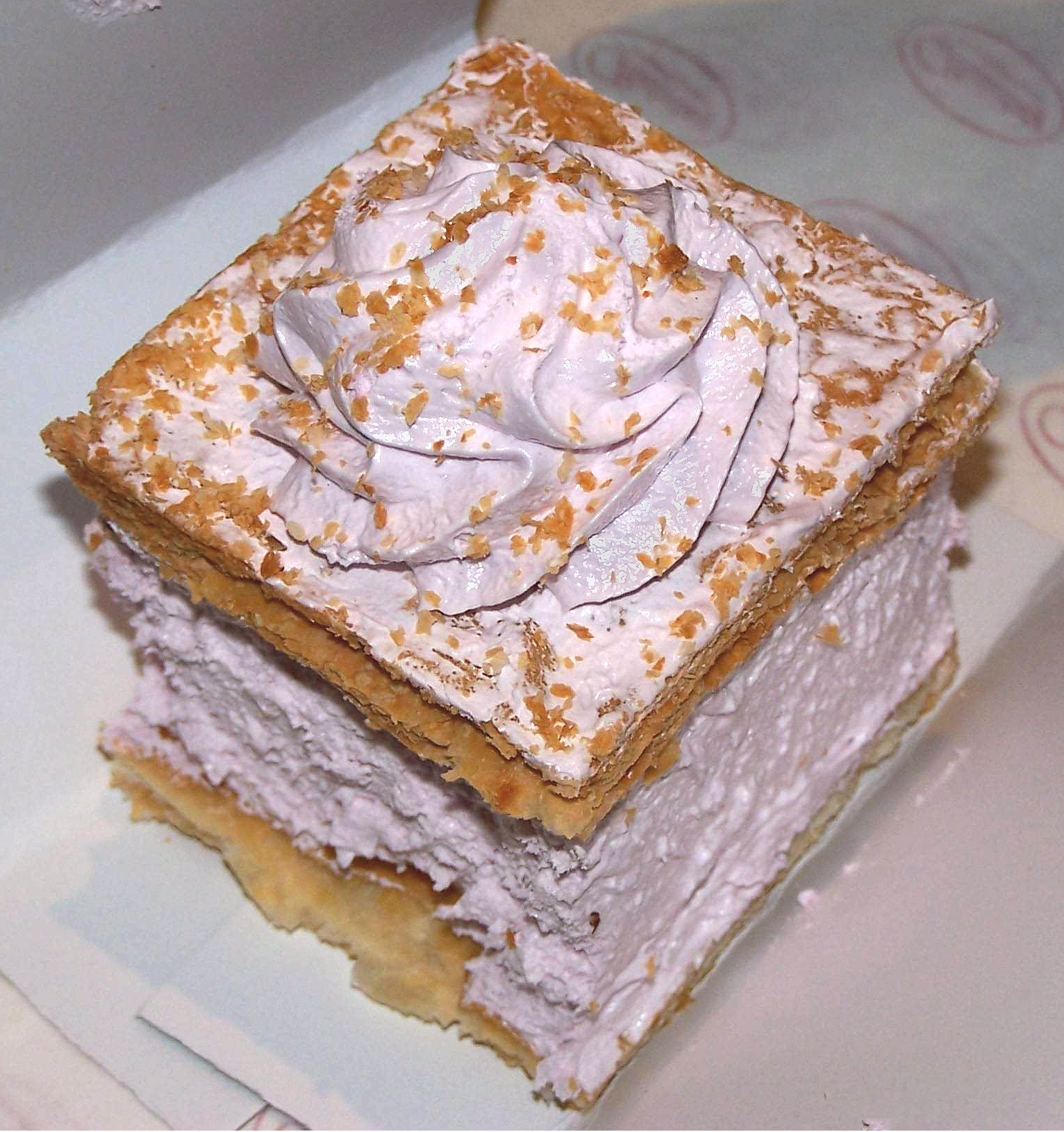
ナポレオン
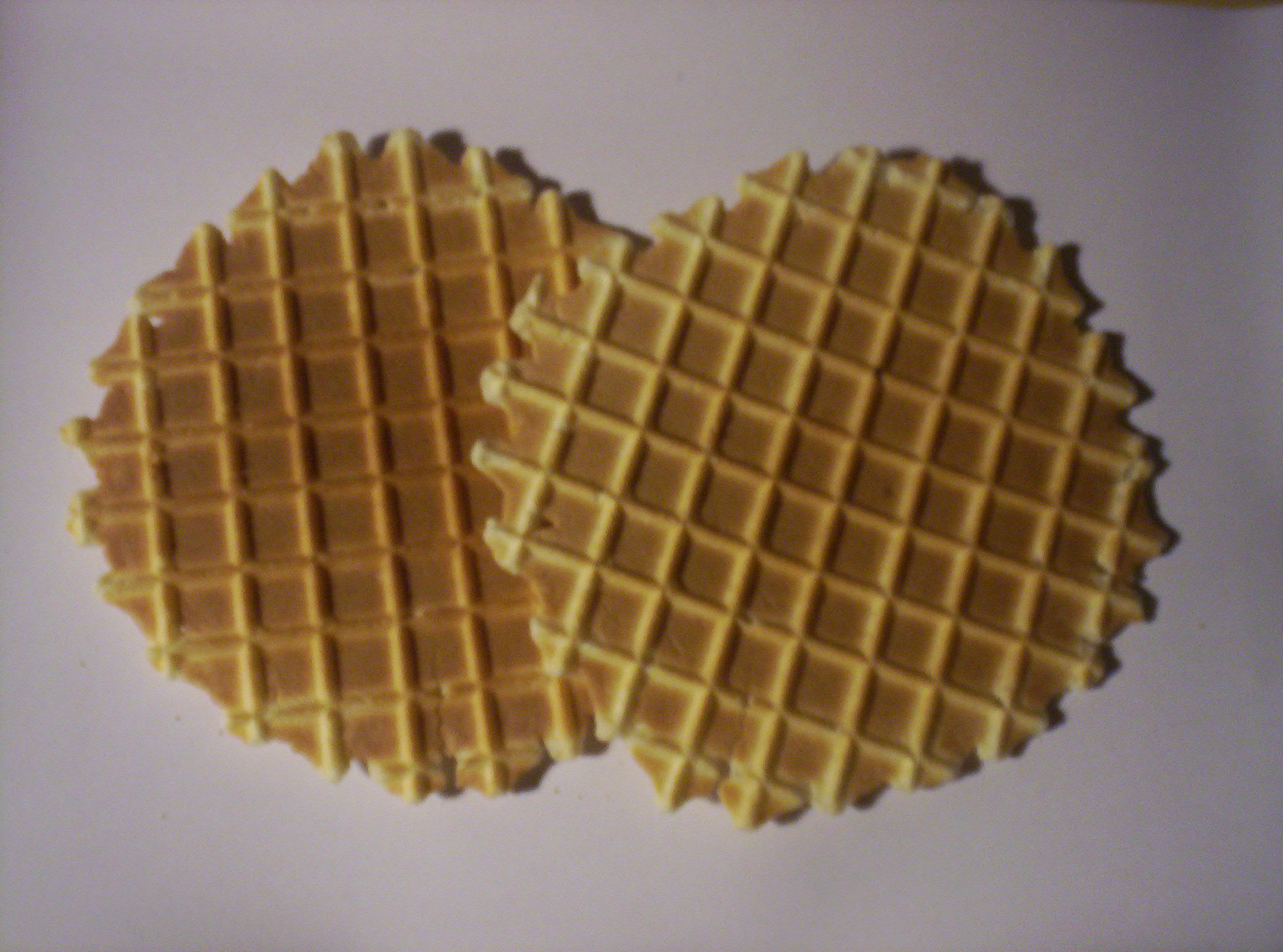
ポトプウォムィク
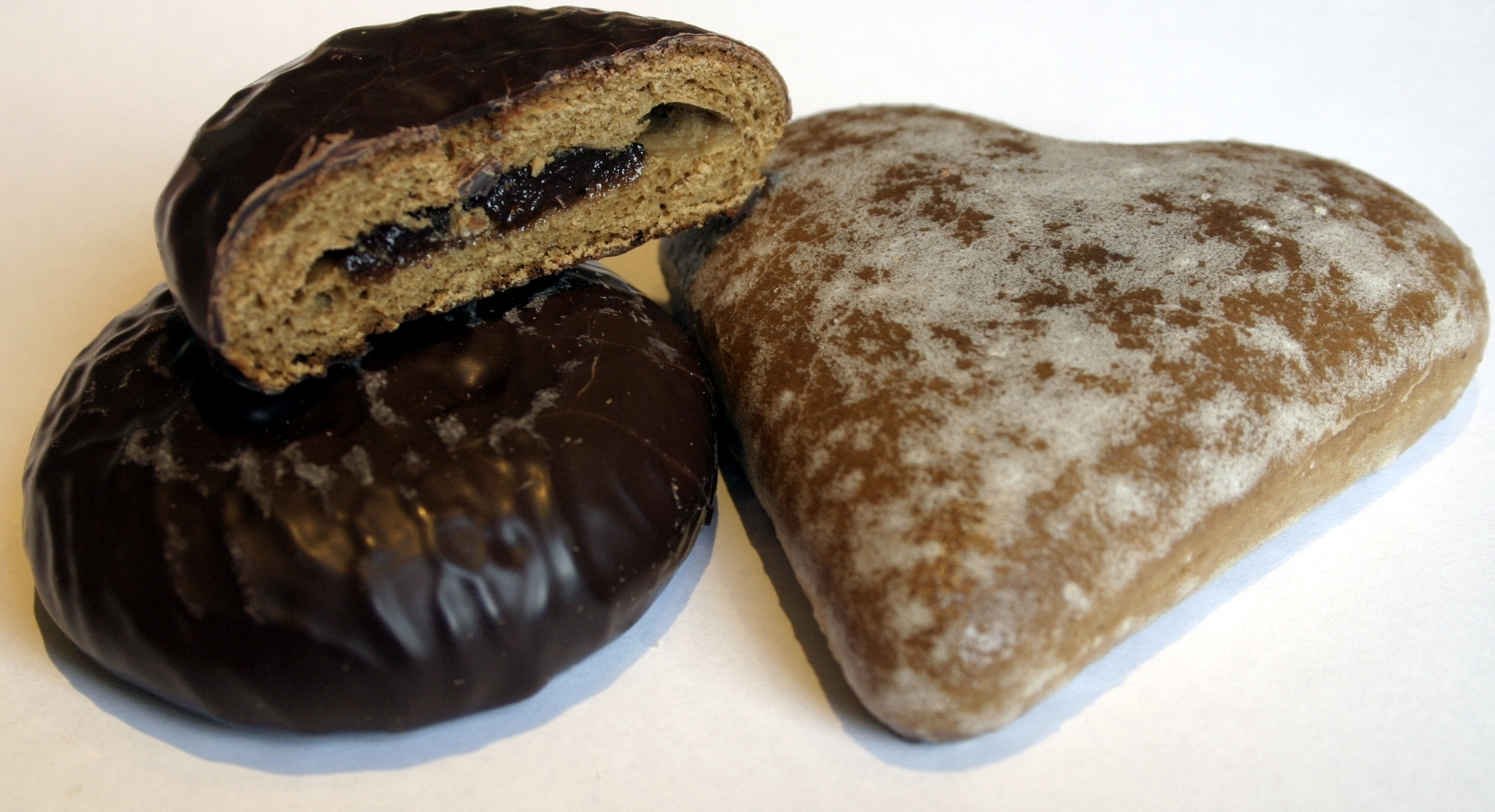
ピェルニキ・トルンスキェ
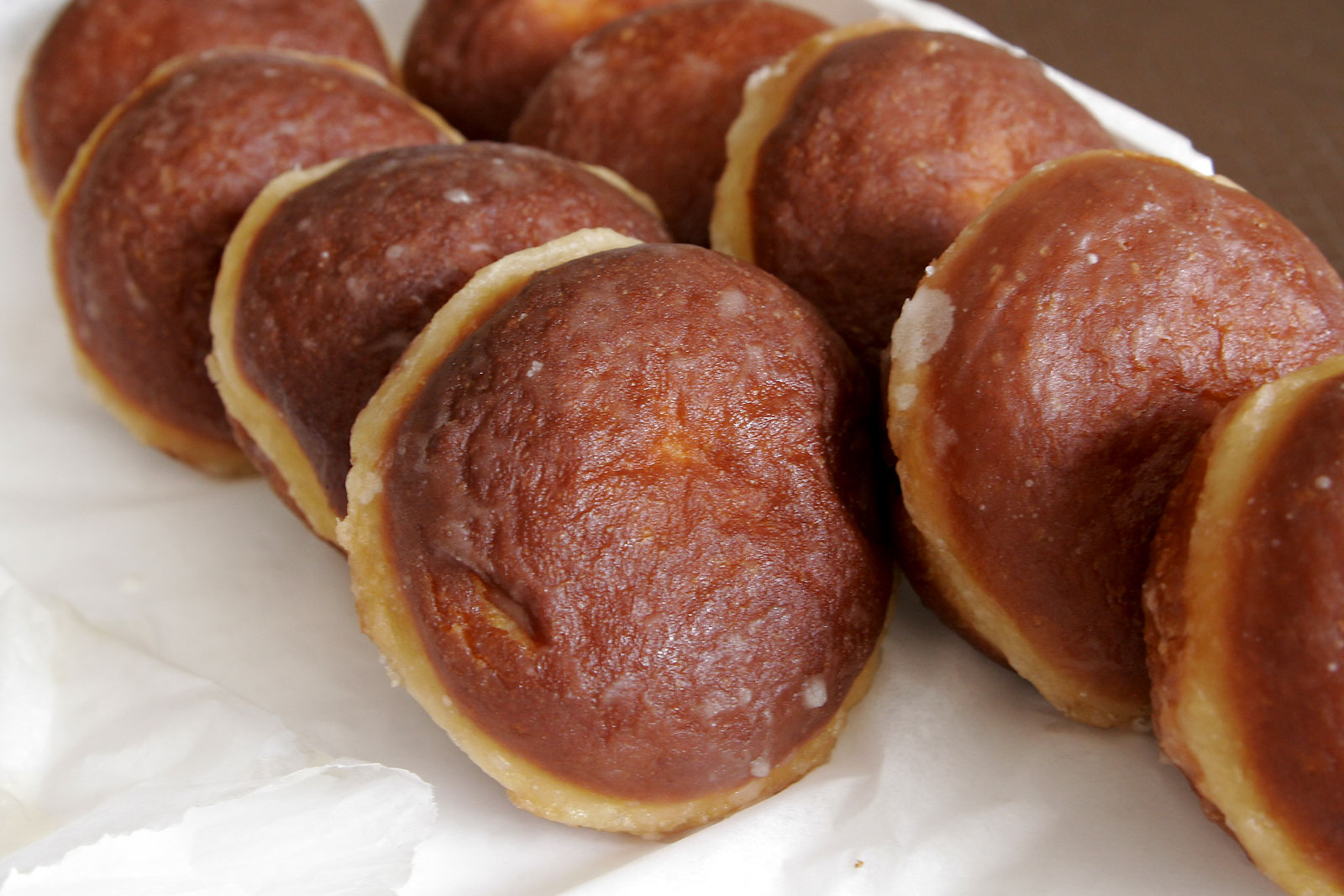
ポンチュキ
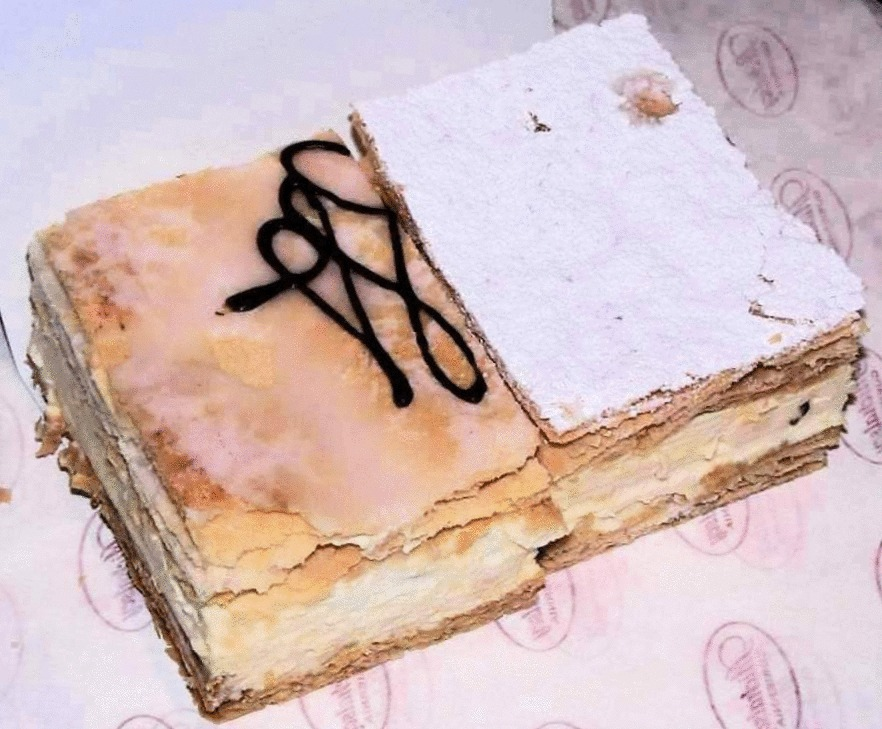
クレムフカ
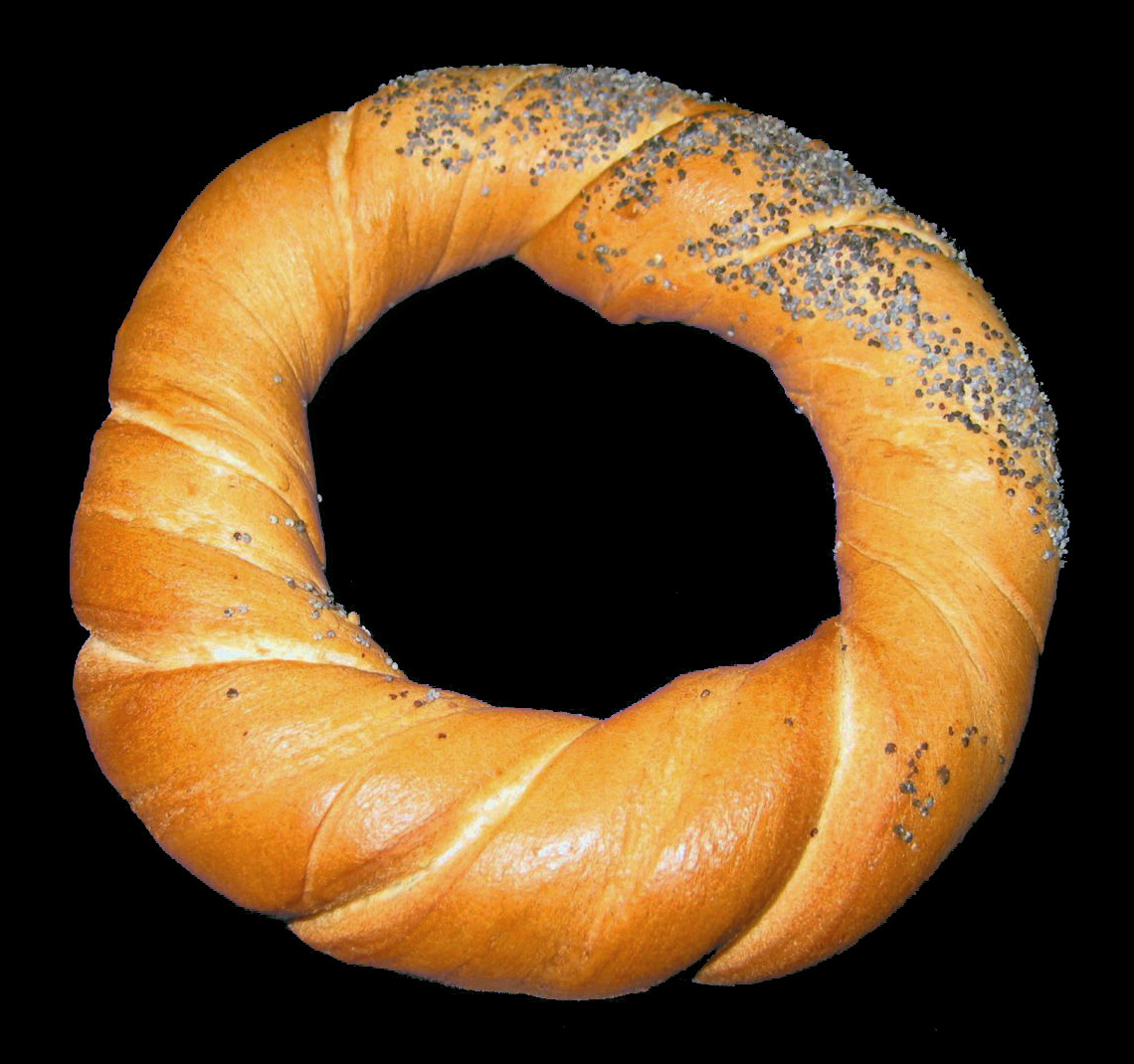
ケシの実のオブヴァジャネック

## ポーランド人の飲み物

### ソフトドリンク
ポーランド人は紅茶（ヘルバータ herbata）をよく飲む。東方正教会の信者が多い北東部ではロシアから伝わったサモワール（サモヴァール samowar）も使用されている。ハーブティー（ナパル napar）を薬としてよく飲む。
家庭では果物のソフトドリンク（カンポット kompot）を作る習慣があり、冷たいまま、あるいは暖めて飲む。共産主義終了後も材料であるベリー類などの果物に含まれる果糖による体にやさしい甘みのほか、ビタミン、ミネラル、酵素、抗酸化物質、クエン酸、ペクチンなどを多く含む健康的な飲み物として急速に見直され、再び多くの一般家庭で見られるようになってきた。
コーヒー(カヴァ kawa)もよく飲む。近年は西欧文化が流入しエスプレッソが一部では人気となっているが、伝統的なものはカップに直接コーヒー豆とお湯を入れて飲むトルココーヒー式である。ウィーンにてヨーロッパ大陸最初のカフェを開店し、カフェ文化を広めたのが第二次ウィーン包囲の際にオスマン帝国からウィーンを救ったポーランド王ヤン3世配下の将校フランチシェク・クルチツキ（Jerzy Franciszek Kulczycki）で、ウィーンには彼の名前にちなんだ「コルシツキー通り（Kolschitzky gasse）」と銅像がある。

### アルコール飲料

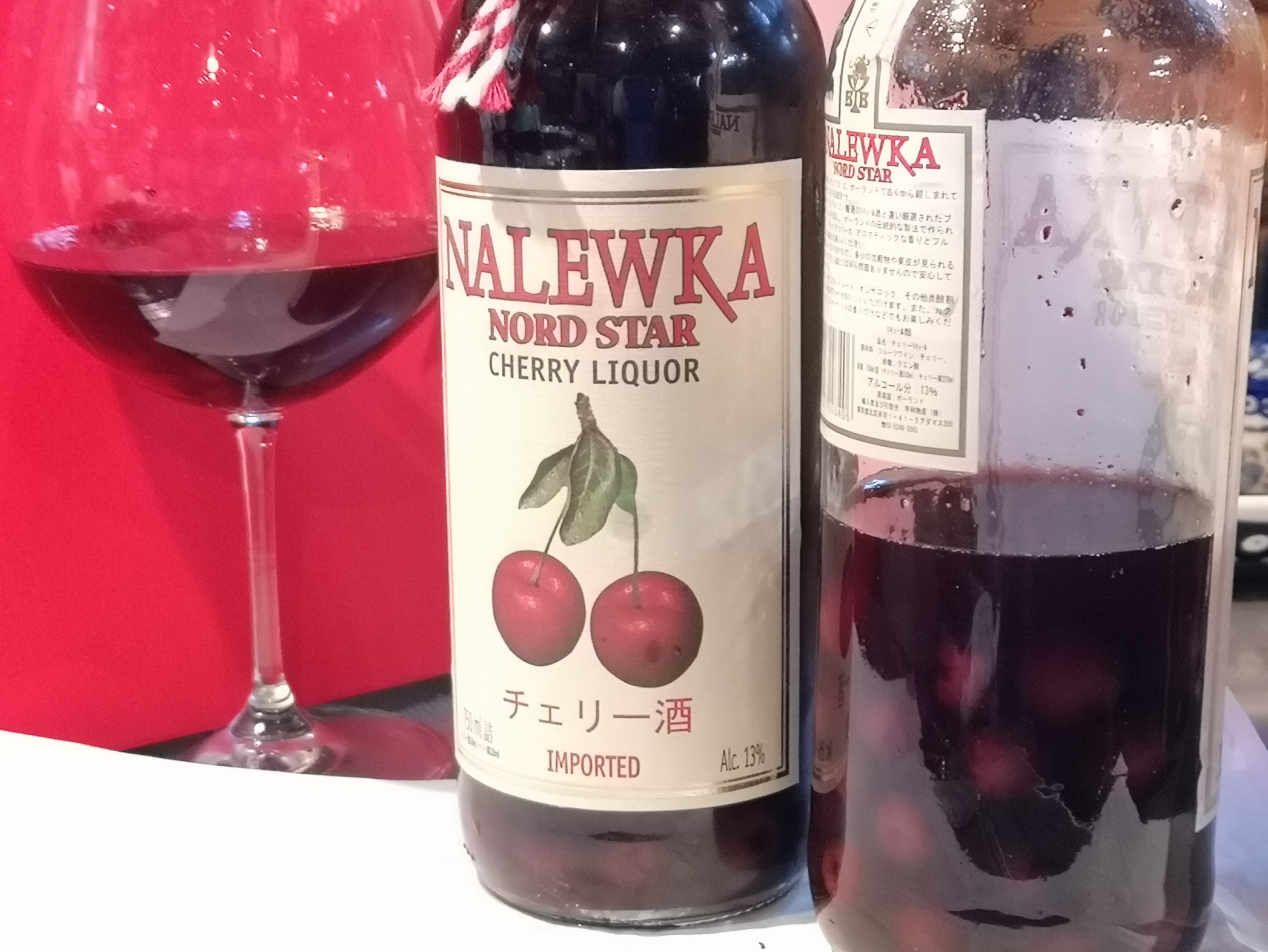
スピリタスに任意の果物を漬け込む伝統的な果実酒「NALEWKA（ナレワカ）」

ポーランド人にはアルコール好きが多い。一方で20%程度が禁酒家でもある。
ウォッカ（ポーランド語ではヴートゥカ）を代表として蜂蜜酒（ミュト・ピトヌィ miód pitny）、ビール（ピヴォ piwo）の種類が豊富。家庭ではさまざまなリキュールを作る習慣がある。
ポーランド原産のウォッカ（ポーランド語ではヴートゥカ wódka）として、アルコール度数世界一の「スピリタス、香草ウォッカのズブロッカ、果物で香りをつけたチェリーウォッカ」、香木で香りをつけたバルサム、ベルヴェデーレやショパンなどのウォッカ、オークの木の樽で長期間熟成させた古酒スタルカなど多数の種類がある。近年は健康上の理由などから、極端に度数の強いアルコール飲料が敬遠される傾向にある。そのため国内のウォッカ消費量は減少の一途をたどっているが、逆に西ヨーロッパや北アメリカ、日本などへの輸出は好調で、生産量は大幅に増加している。
近ごろのポーランド人の主要なアルコール飲料はむしろビールで、消費量も急拡大している。かつてはチェコやドイツ同様、ポーランドでもビールの醸造が伝統的に行われていたが、一時期ビール産業は衰退する。近年になってビール産業に活力が戻り、多くの生ビールと地ビールが出回っている。代表的なブランドは、ジヴィエツ（Żywiec）、オコチム（Okocim）、エーベー（EB）、ティスキェ（Tyskie）、デンボヴェ（Dębowe）ほか。非常に古い形のビールとして、ライ麦パンを発酵させたどぶろくのようなビール（ポドピヴェック Podpiwek）もある。
ワインは西部ルブシュ県のジェロナ・グラと中東部マゾフシェ県のヴァルカ（Warka）の2ヶ所で造られており、いずれも白ワインである。この2ヵ所には、ワイン用のブドウ畑がある。国産ブランデーも造られている。またクワスやシリヴォヴィツァ、ウィスキーも作られる。ワインベースの混酒、ポンチュ（poncz）やクルション（kruszon）も親しまれている。